# St-Trinit

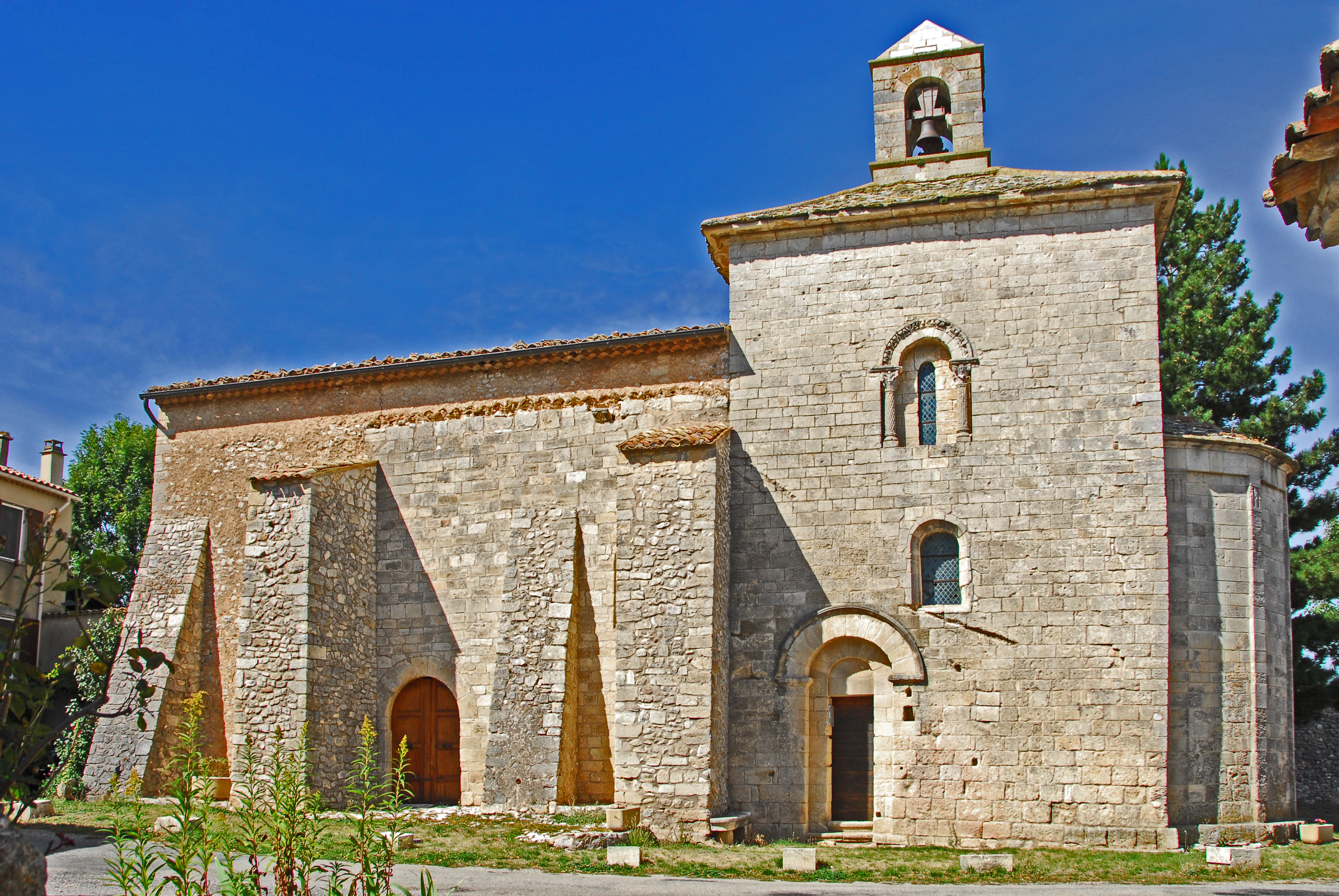
St-Trinit, Gesamtansicht von Süden

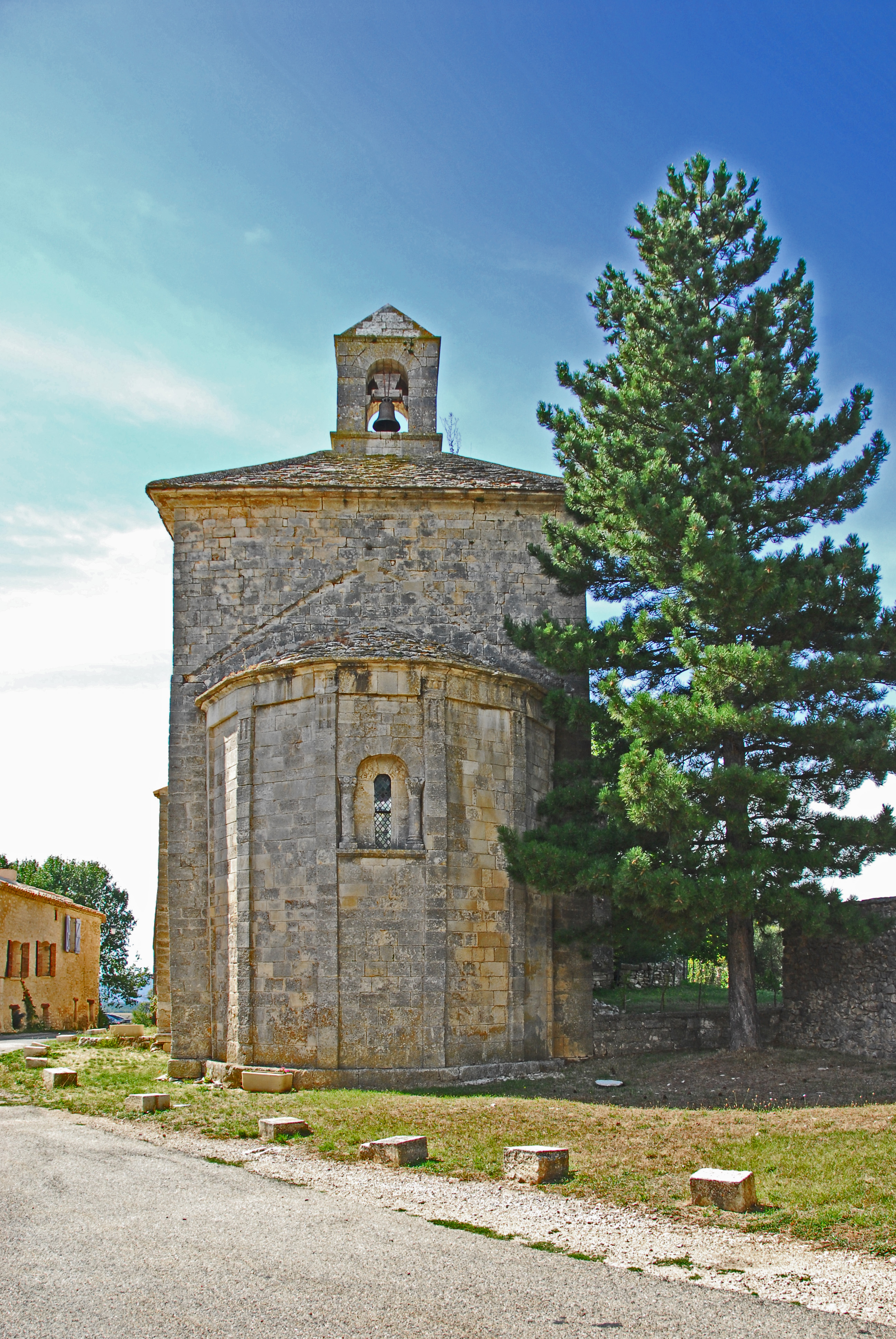
St-Trinit, Chorjoch mit Apsis von O

St-Trinit ist eine ehemalige Prioratskirche am Rande der kleinen französischen Gemeinde Saint-Trinit, auf dem Plateau-d’Albion, zwischen Sault und Revest-du-Bion im Département Vaucluse in der Région Provence-Alpes-Côte d’Azur. Die schlichte, stilreine romanische Kirche, steht auf einer weiten Lichtung, die im Mittelalter auf Veranlassung der Herrschaften der Familie d'Agoult und der Benediktiner der Abtei Saint-André de Villeneuve-lès-Avignon urbar gemacht wurde.
Die Kirche und das Dorf wurden in den ersten bekannten Dokumenten von 1082 und 1118 beide Sainte-Trinité genannt. Wann und weshalb der Name zu Saint-Trinit abgeändert wurde, darüber geben die Quellen keine Auskunft.

## Geschichte
St-Trinit erscheint 1082 zum ersten Mal in schriftlichen Quellen. In diesem Jahr schenkte der frühere simonistische Bischof von Gap, Ripert de Mévouillon, aus einer der mächtigsten Familien des Dauphiné stammend, der Abtei Cluny alle von seiner Mutter Percipia ererbten Ländereien in den “Bergen von Albion, in der Diözese Sisteron, nämlich die Ländereien von Labourette und von Vorze, die durch jene von Barret, von Ferrassières, von Sainte-Trintè, von Villesèche, von Pierousse, von Pétit und von Redortiers begrenzt waren” Labouret und Vorze bilden heute die Gemeinde Revest-du-Bion.
Im Jahr 1118 bestätigte eine Bulle von Papst Gelasius II. den Besitz der “ecclesia Trinitatis cum ipsa villa”, “der Kirche und des Dorfes Sainte-Trinité”, der Abtei Saint-André de Villeneuve-lès-Avignon, die dieses Priorat bis zum Ende des 18. Jahrhunderts behielt. Somit dürfte wohl sicher sein, dass der Bau der heutigen Kirche von den Benediktinern des Mont Andaon veranlasst wurde und zwar vor 1118. Anscheinend betreute sie nie mehr als nur ein Mönch, nämlich der Prior selbst. Über Lage und Ausdehnung der Konventsgebäude geben die Quellen keine Auskunft. Sie befanden sich aber vermutlich auf der Südseite der Kirche.
Die Fertigstellung des ältesten Teils der Kirche St-Trinit, das Chorjoch mit der Chorapsis, wird anhand von Vergleichen mit anderen romanischen Bauwerken in der Region auf das zweite Viertel, spätestens auf die Mitte des 12. Jahrhunderts datiert, das Kirchenschiff in seinem frühesten zweijochigen Zustand erst einige Jahrzehnte später, in der zweiten Hälfte des gleichen Jahrhunderts. Zwischen beiden Bauabschnitten ist innen und außen eine deutliche Trennfuge zurückgeblieben, die auf eine längere Unterbrechung der Bauarbeiten hindeutet.
Das Schiff trug einst ein sorgfältig gemauertes Tonnengewölbe, von dem an der Nordseite noch die ersten Schichten erhalten sind. Das Gewölbe stand auf Entlastungsbögen der Blendarkaden der Längswände und wurde von jochteilenden Gurtbögen unterstützt, die in Wandpfeiler übergingen. Seine Ansätze wurden durch Bandfriese markiert.
Gegen Ende des 16. Jahrhunderts, während der Hugenottenkriege, wurde die Kirche als Festung benutzt. Der unbefestigte Ort (villa) Saint-Trinit war damals marodierenden Horden unterworfen, die das Plateau von Albion durchstreiften. Man entschied sich 1580 wegen der „ständigen Überfälle der Häretiker von Montbrun und von La Gabelle“ die Kirche zu befestigen, damit sie den Einwohnern als Zuflucht dienen konnte. Bekannt ist davon die damalige Übertragung der Arbeiten an einem Maurer aus Sablet. Dieser hatte „in zehn Tagen am Dach des Kirchenschiffs eine hohe kräftige Brüstungsmauer anzubringen und zwei Schilderhäuschen…“. Diese Einrichtungen belasteten die betroffenen Gebäudeteile so übermäßig und sollten sich für sie einige Jahrzehnte später als unheilvoll erweisen.
Noch vor der Mitte des 17. Jahrhunderts sind offensichtlich das Gewölbe und Teile der Nordwand eingestürzt.
Das heutige spitzbogige Tonnengewölbe ist eine vollständige Erneuerung aus dem Jahr 1652. Mit dem neuen Gewölbe wurden wohl auch die äußeren Strebepfeiler der Süd- und Nordwand erforderlich. Auf der Nordwand erstreckt sich die Verstrebung über die ganze Wandlänge des alten Schiffs.
Im selben Jahrhundert führte man auch große Teile der Südwand auf, besserte das Fenster auf der Südseite des östlichen Jochs aus und öffnete die Tür im westlichen Joch.
Die deutliche Schräglage der Südwand, die jüngeren Strebepfeiler und die Risse im Gewölbe des Chorjochs sind heute noch Zeugen für die Unbilden, denen das Baudenkmal damals ausgesetzt war.
Damals gab es in der ursprünglichen westlichen Giebelwand die Öffnungen eines zentralen Hauptportals und darüber eines Fensters. Letztere fielen mit dem späteren Anbau eines weiteren Jochs und dem Abbruch der ehemaligen Westwand im 18. oder 19. Jahrhundert weg.
Die Kirche wurde am 24. März 1915 als Monument historique unter Denkmalschutz gestellt.
St-Trinit wurde am Anfang der achtziger Jahre des zwanzigsten Jahrhunderts umfassend restauriert.

## Bauwerk

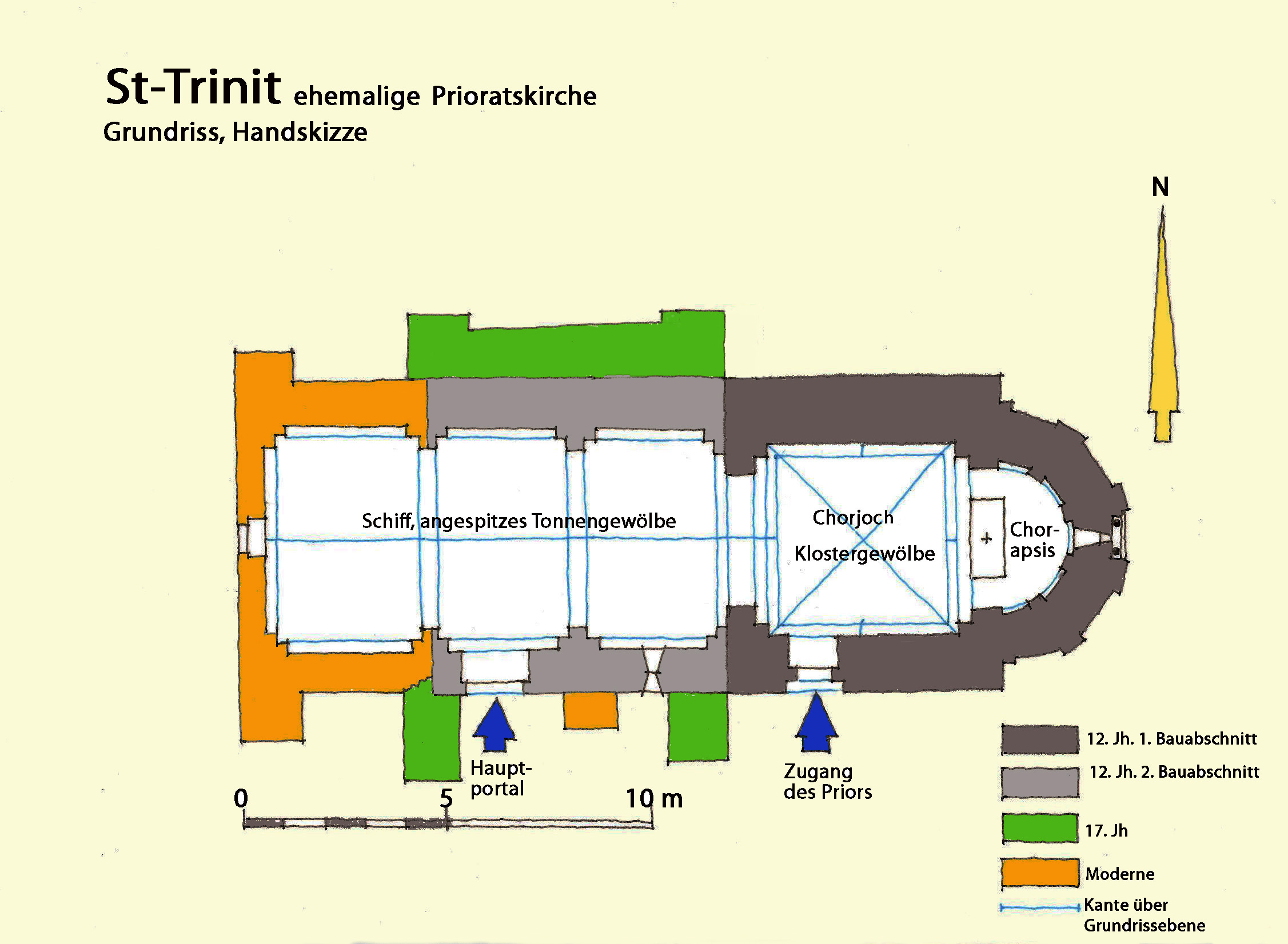

Abmessungen, zirka, aus Grundriss gemessen und hochgerechnet
Außen:
- Länge über Alles: 21,70 m
- Länge romanischer Abschnitt: 17,60 m
- Länge × Breite Chorjoch: 6,80 × 7,70 m
- Länge × Breite Schiff: 11,90 × 7,70 m

Innen:
- Länge gesamt: Länge Schiff: 19,60 m
- Länge romanischer Abschnitt: 15,70 m
- Länge Schiff: 11,30 m
- Breite Schiff, ohne Pfeilervorlagen: 5,40 m
- Lange × Breite Chorjoch: 4,70 × 4,70 m

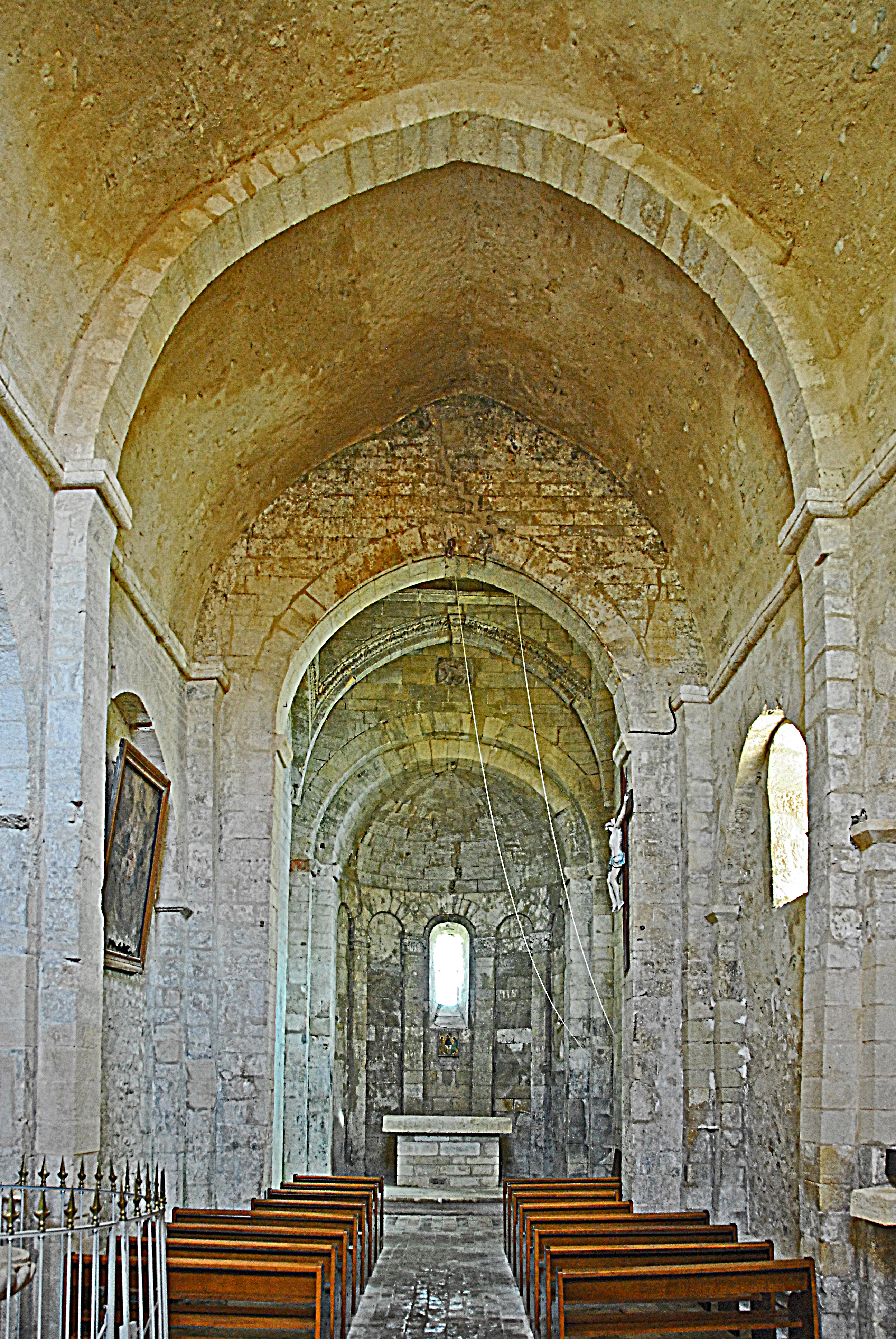
St-Trinit, Schiff aus Joch 1 zum Chor

- Breite Öffnung in Aposis: 3,40 m
- Tiefe Chorapsis: 2,40 m

### Inneres
Das Kirchenschiff besteht im Osten aus zwei romanischen Jochen 2 und 3 und im Süden aus einem in der Moderne nachträglich angebauten Joch 1, dass etwa die gleiche Formgebung und Dimensionierung aufweist, wie die der romanischen Joche, ist allerdings geringfügig länger. Alle Joche werden heute überdeckt von angespitzten Tonnengewölben, die im Scheitel etwas höher sind als die der ursprünglichen Tonnen.
Die Joche werden unterteilt von im Querschnitt rechtwinkligen angespitzten Gurtbögen, die auf Wandpfeilern mit nahezu gleichem Querschnitt stehen. In den romanischen Jochen werden die Gewölbe und Bogenansätze von einem Kraggesims markiert, mit dem Querschnitt aus einem quadratischen Stab, der auf einem viertelrunden Stab aufliegt. Im modernen Joch übernimmt das ein Kragprofil, dessen Sichtkante abwärts zur Wand hin abgeschrägt und mehrfach profiliert ist. Im romanischen Teil werden die Wandpfeiler oben von schlichten kapitellartigen Steinen bekrönt, deren glatte Sichtseiten nach unten etwas konisch zulaufen. Im westlichen Joch kragen die kapitellartigen Steine einfach aus. Die Kraggesimse werden um diese „Kapitelle“ herumgeführt.
In die Seitenwände aller Joche sind große rundbogige Blendarkadennischen eingelassen, deren Scheitel etwa einen halben Meter unter den Kraggesimsen bleiben. Ihre Tiefe entspricht etwa der Ausladung der Wandpfeiler. Ihre Bogenansätze sind mit Kämpferprofilen markiert. In der Westwand ist eine rundbogige Arkadennische eingetieft, deren Bogenansätze in Höhe der Kraggesimse liegen und mit Kämpferprofilen markiert sind. Damit bleibt der Rundbogenscheitel deutlich unter dem des angespitzten Schildbogen des Gewölbes.

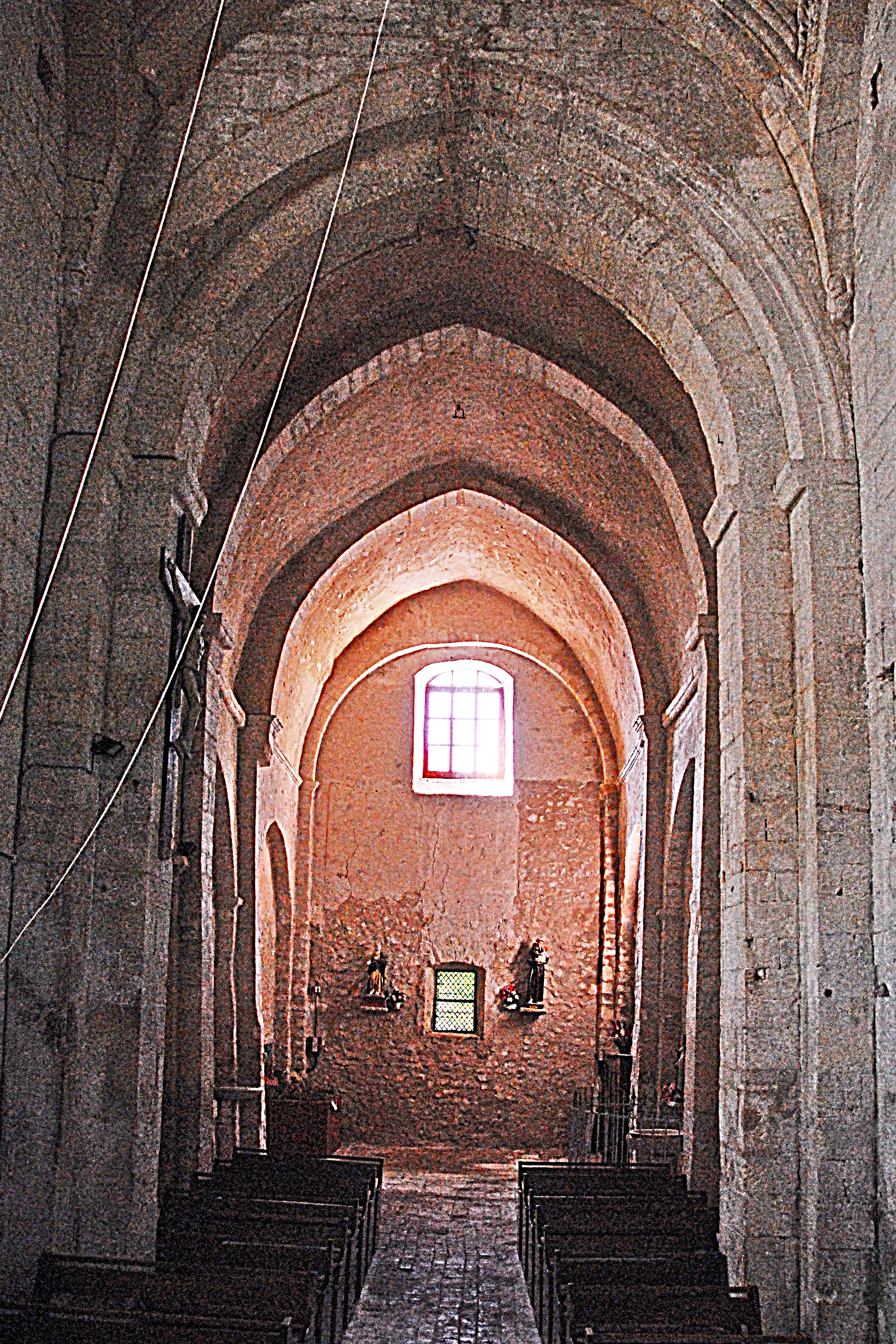
St-Trinit, Schiff aus Chorjoch

Das Schiff wird über drei Fenster natürlich belichtet. Ein kleines schlankes rundbogiges Fenster ist in der Südwand des Jochs 3 ausgespart und reicht knapp bis unter den Scheitel der Blendarkade. Seine Gewände sind nach innen aufgeweitet. In der Südwand des Jochs 2 ist die Öffnung des zweiflügeligen Hauptportals ausgespart, durch das die gläubigen Laien Einlass fanden. Die äußeren schmaleren Leibungen umgeben eine rundbogige Öffnung, die inneren deutlich breiteren umgeben eine breitere und höhere segmentbogige Öffnung. In der Achse der Westwand des Jochs 1 ist hoch oben ein großes Fenster mit einem flachen Segmentbogen und nach innen aufgeweiteten Gewänden ausgespart. Sein Scheitel reicht nicht ganz bis unter den Scheitel der Blendarkade. Ein gutes Stück darunter, fast in Sichthöhe, befindet sich ein kleineres Fenster mit scharfkantigen Laibungen und einem Segmentbogen.
Ein nur schwach angespitzter Triumphbogen trennt das Schiff vom Chorjoch. Seine Bogenansätze liegen etwa einen halben Meter unter dem Kraggesims des Schiffs, so dass vom Bogenfeld unter dem Schildbogen noch ein gutes Stück erhalten bleibt. Die Bogenansätze werden nur auf den Laibungsseiten mit klassischen Kämpferprofilen markiert.

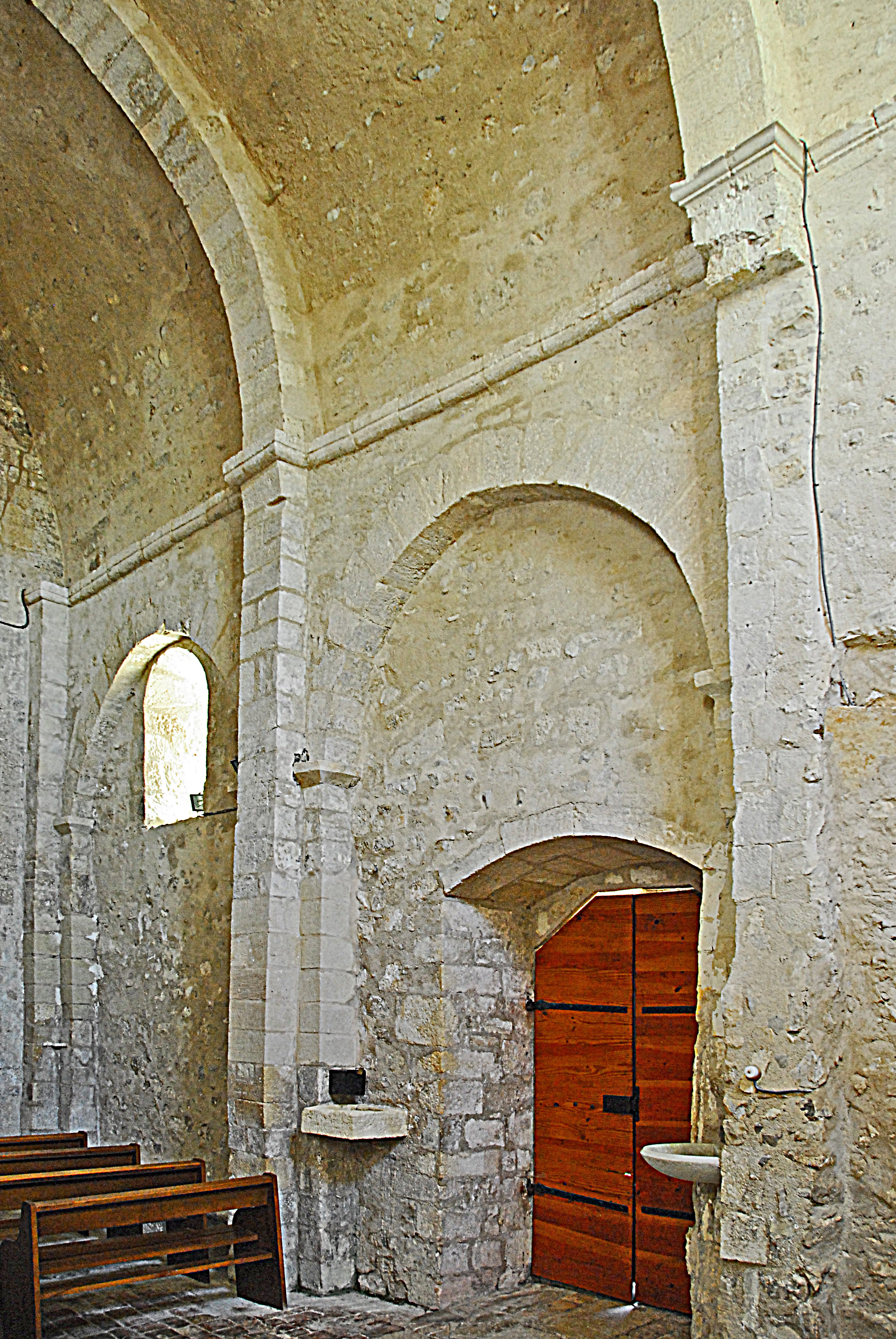
St-Trinit, Schiff, Südwand, Joche 2+3
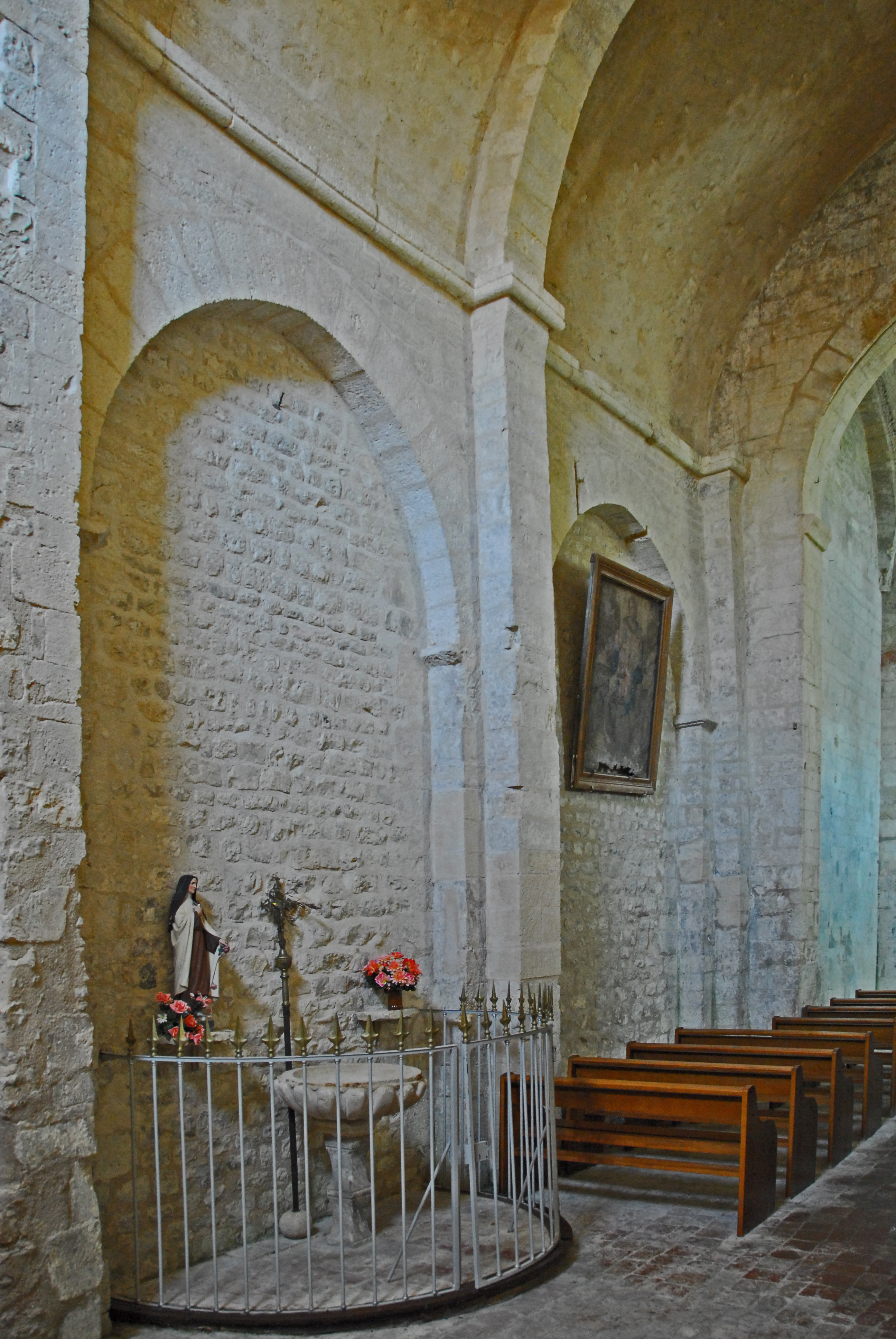
St-Trinit, Schiff, Nordwand, Joche 2+3
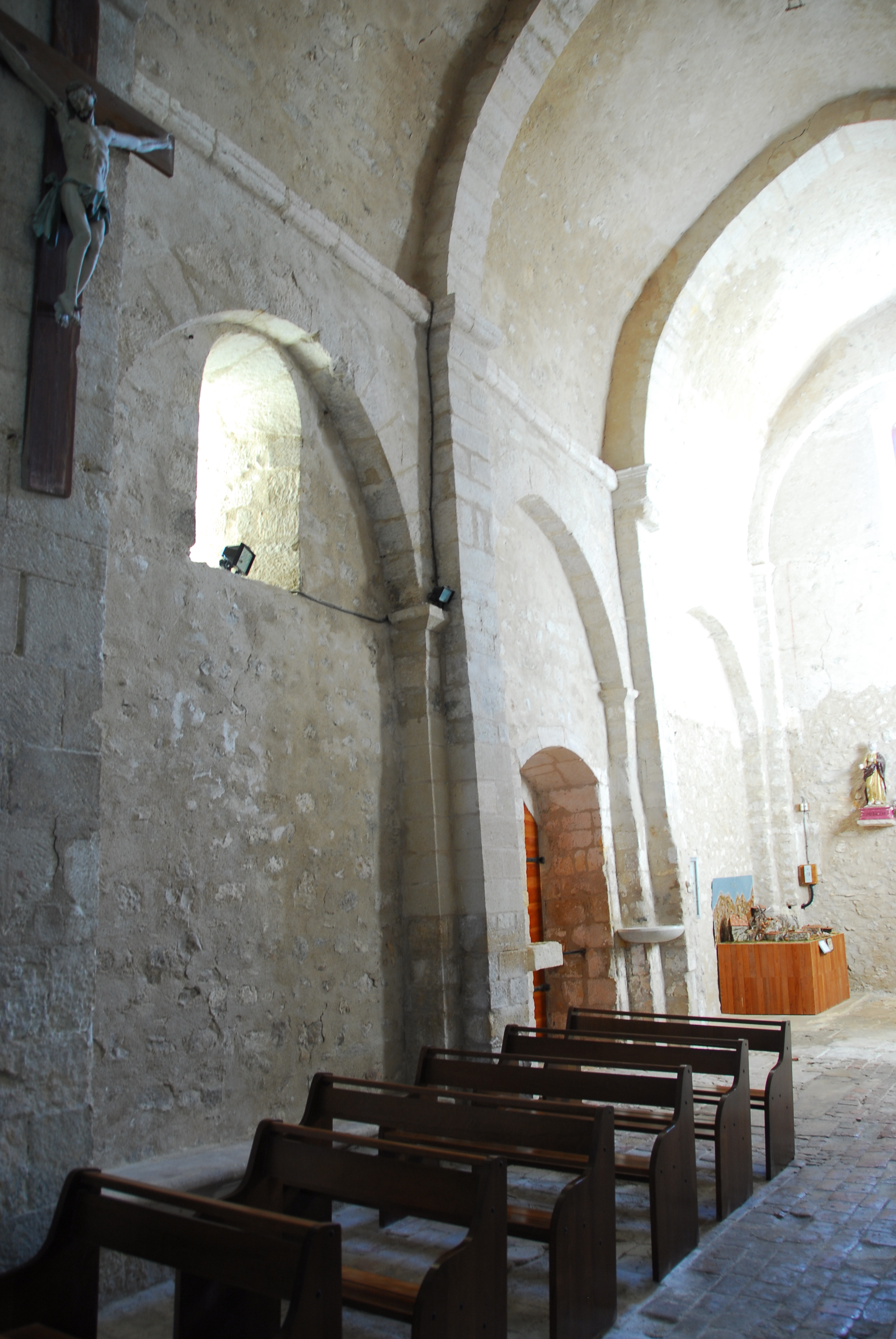
St-Trinit, Schiff, Südwand, Joche 3-1
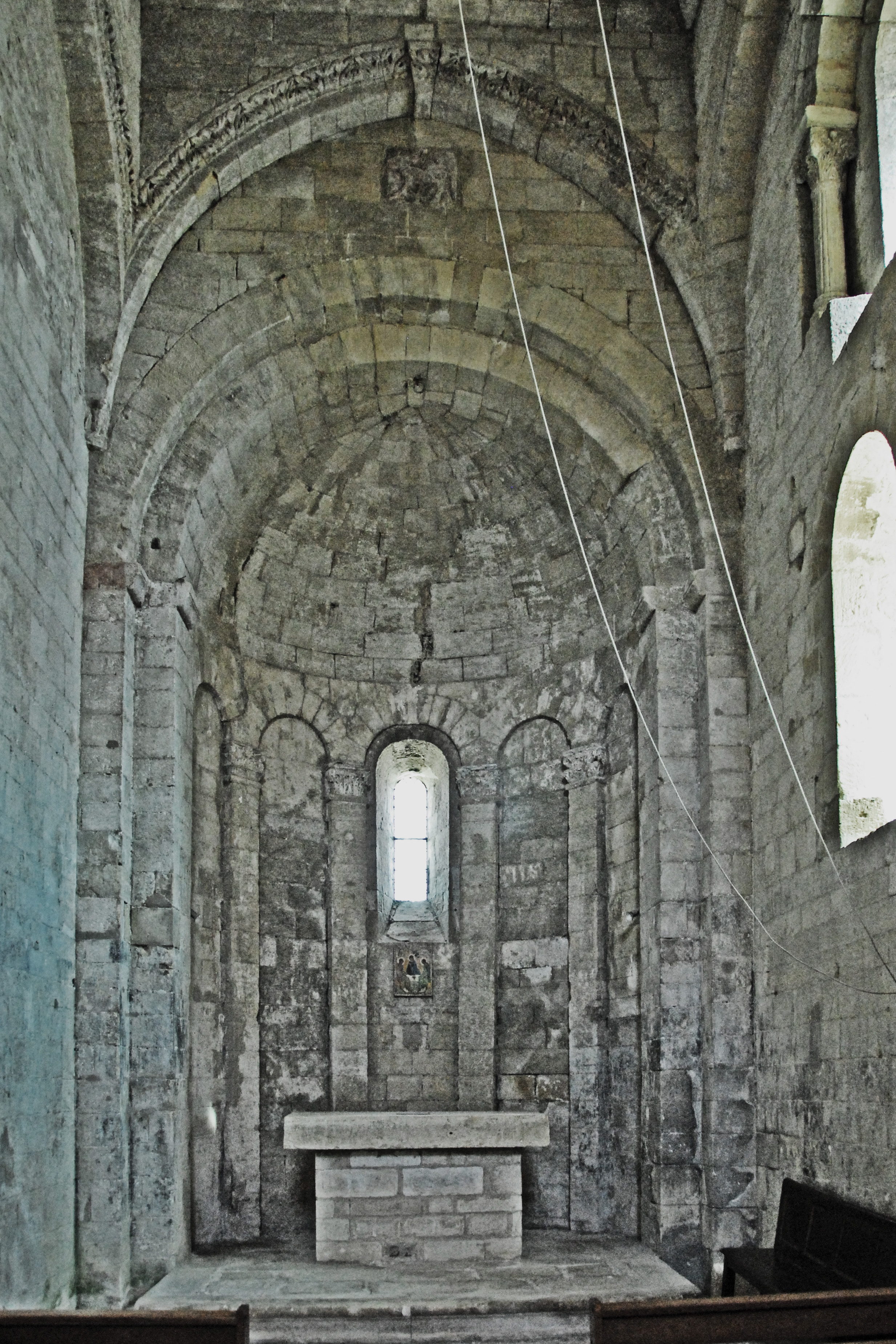
St-Trinit, Chor aus Schiff

Das im Grundriss quadratische Chorjoch, der besterhaltene Teil des Kirchengebäudes, wird von einem Klostergewölbe überdeckt, das auf vier weit auskragenden geraden Kranzgesimsen aufsteht, deren Höhenlage sich kurz über dem Scheitel des Triumphbogens befindet. Die chorseitige Kante dieses Bogens ist mehrfach abgestuft profiliert. Auf den anderen drei Seiten des Chorjochs sind auf den Wänden angespitzte scharfkantige Blendbögen angeordnet, in gleicher Höhenlage und Form wie der Triumphbogen, die in den Raumecken spitz zulaufen und auf skulptierten Kapitellen aufstehen. Der chorseitige Blendbogen besitzt im Scheitel einen schlanken Schlussstein, der über die Ober- und Unterseiten der benachbarten Keilsteine hinausragt.

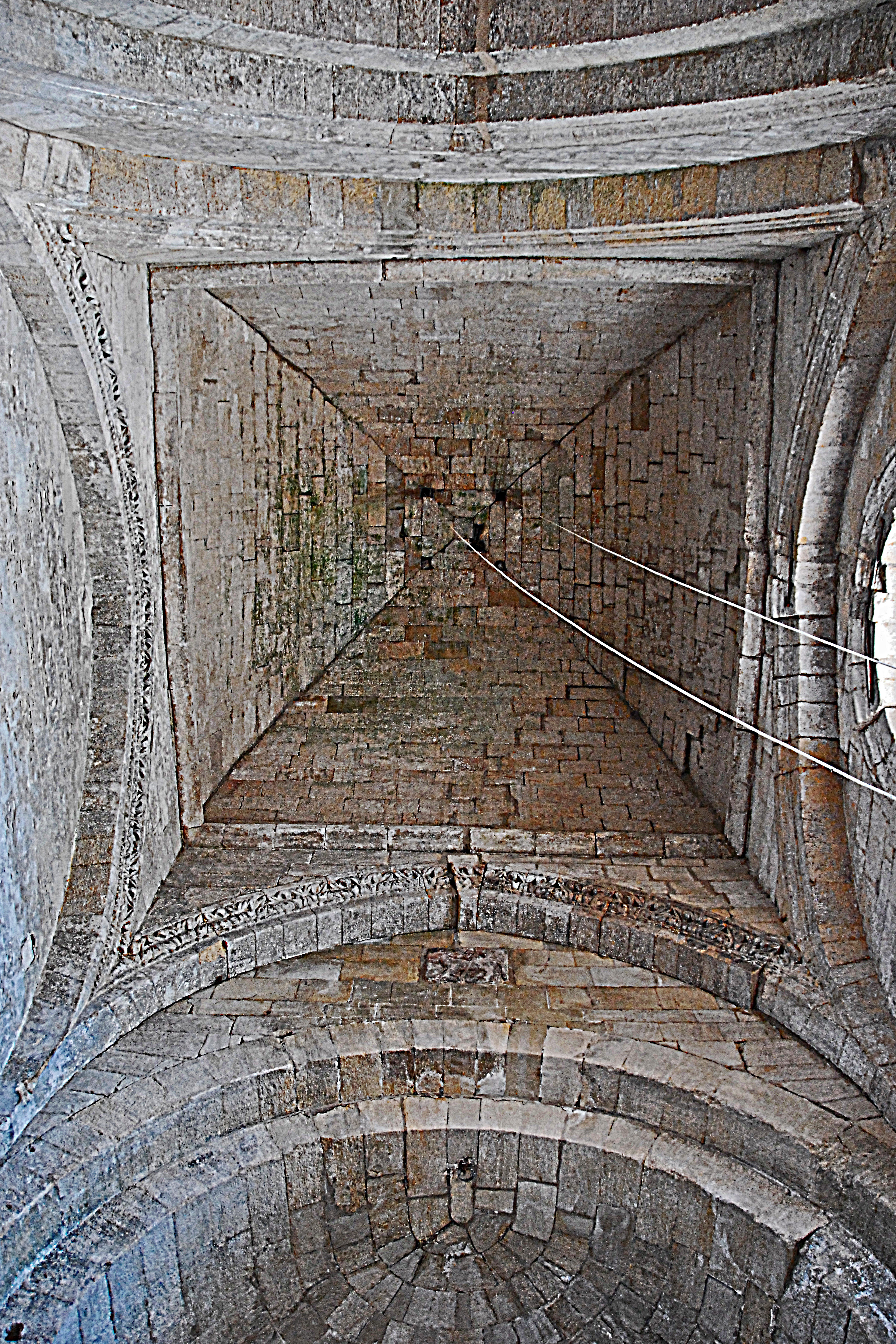
St-Trinit, Chorjoch, Klostergewölbe

In der Südwand des Chorjochs ist nahe der südwestlichen Raumecke ein rechteckiges Portal ausgespart, das allein als Zugang für den Prior oder geistlicher Gäste diente. Die innere Laibung umschließt eine etwas größere Öffnung als die äußere. Zwei in der Südwand ausgesparte rundbogige Fensteröffnungen belichten das Chorjoch. Das obere kleinere und schlankere besitzt nach innen aufgeweitete Gewände, öffnet sich in der Wandachse und wird von einer deutlich größeren Blendarkade umschlossen. Deren scharfkantiger, oberflächenbündiger, leicht profilierter und halbrunder Keilsteinbogen reicht mit seinem äußeren Scheitel fast bis unter die große Blendarkade. Dieser steht in breiten Wandrückversätzen frei auf Säulchen, die mit skulptierten Kapitellen, profilierten Kämpfern, Basen und kantigen Plinthen ausgerüstet sind. Diese liegen auf Wandsockeln, die die steil abgeschrägte Fensterbank flankieren. Ein Stück darunter und etwas nach Osten aus der Wandachse versetzt befindet sich die zweite Fensteröffnung, die deutlich größer ist als die erste, deren Gewände leicht nach innen aufgeweitet sind.

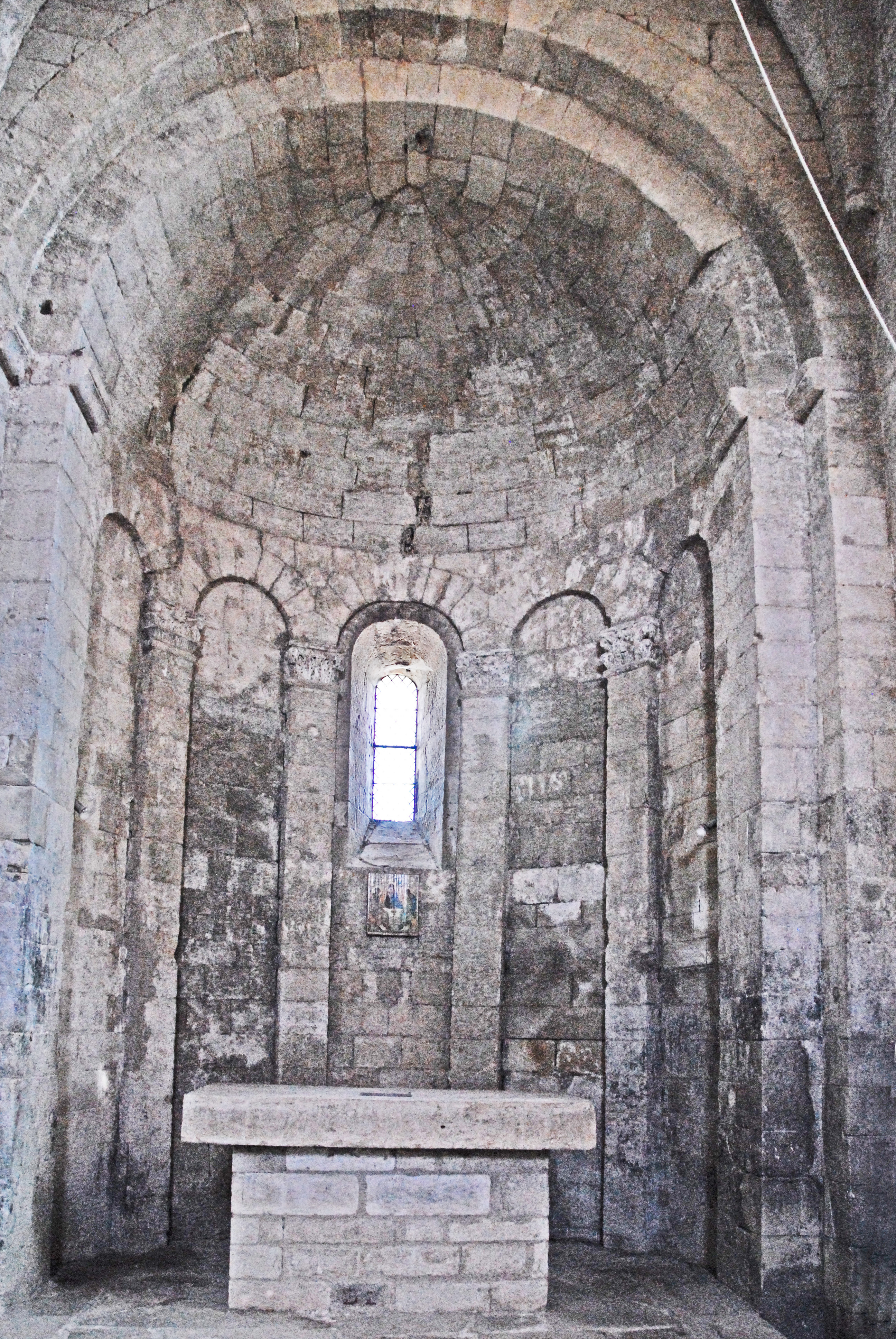
St-Trinit, Chorapsis
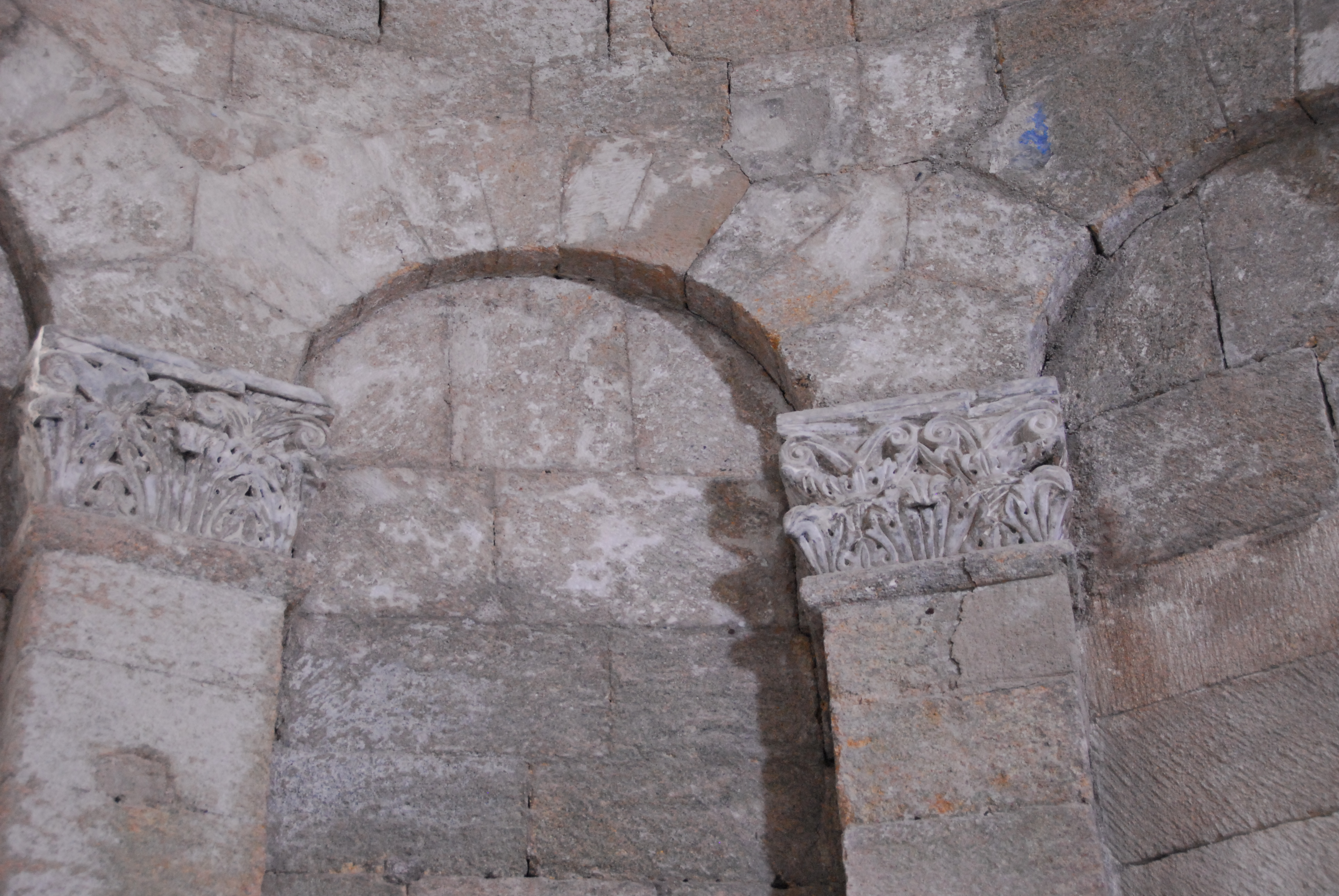
St-Trinit, Blendarkade in Chorapsis
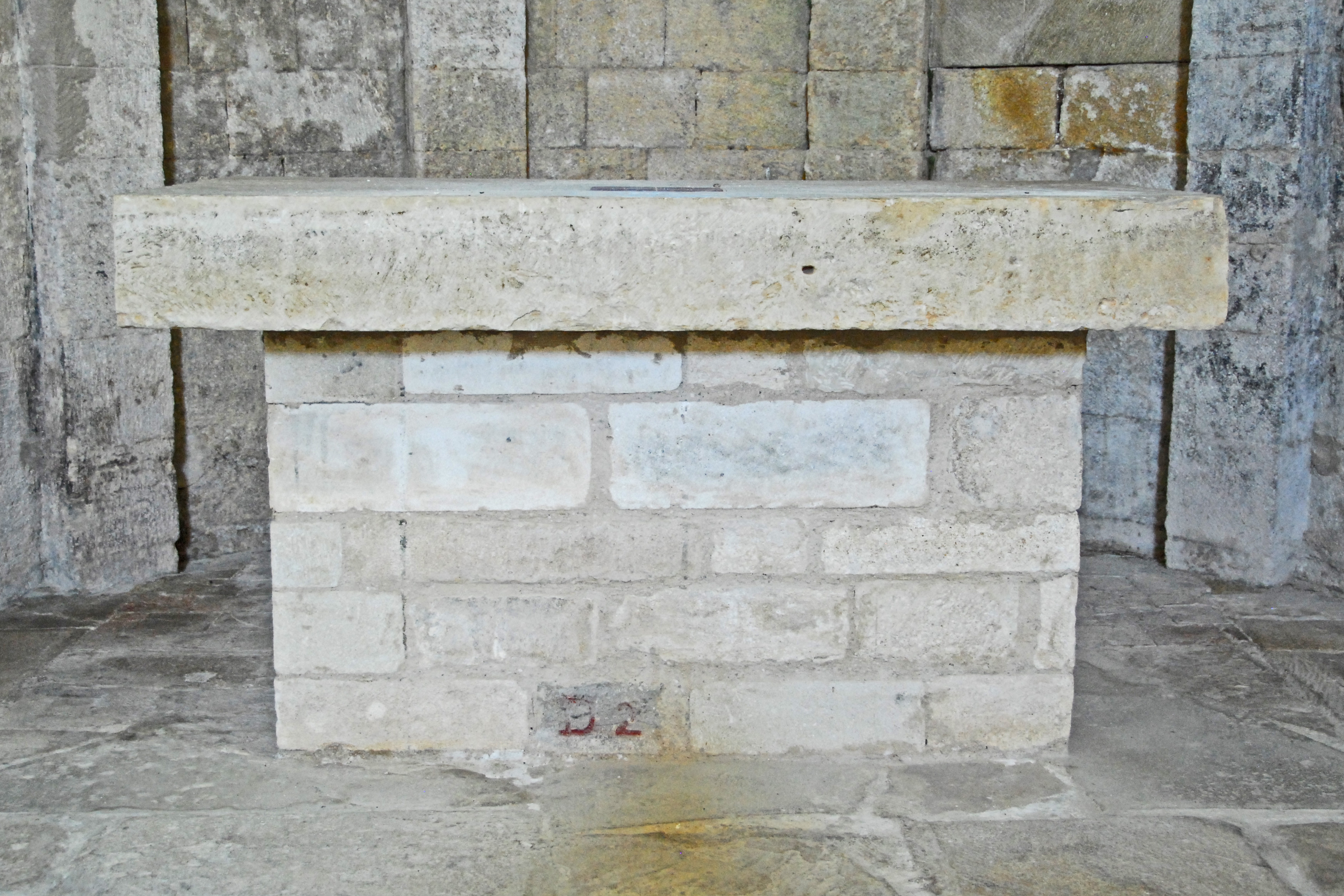
St-Trinit, Altartisch
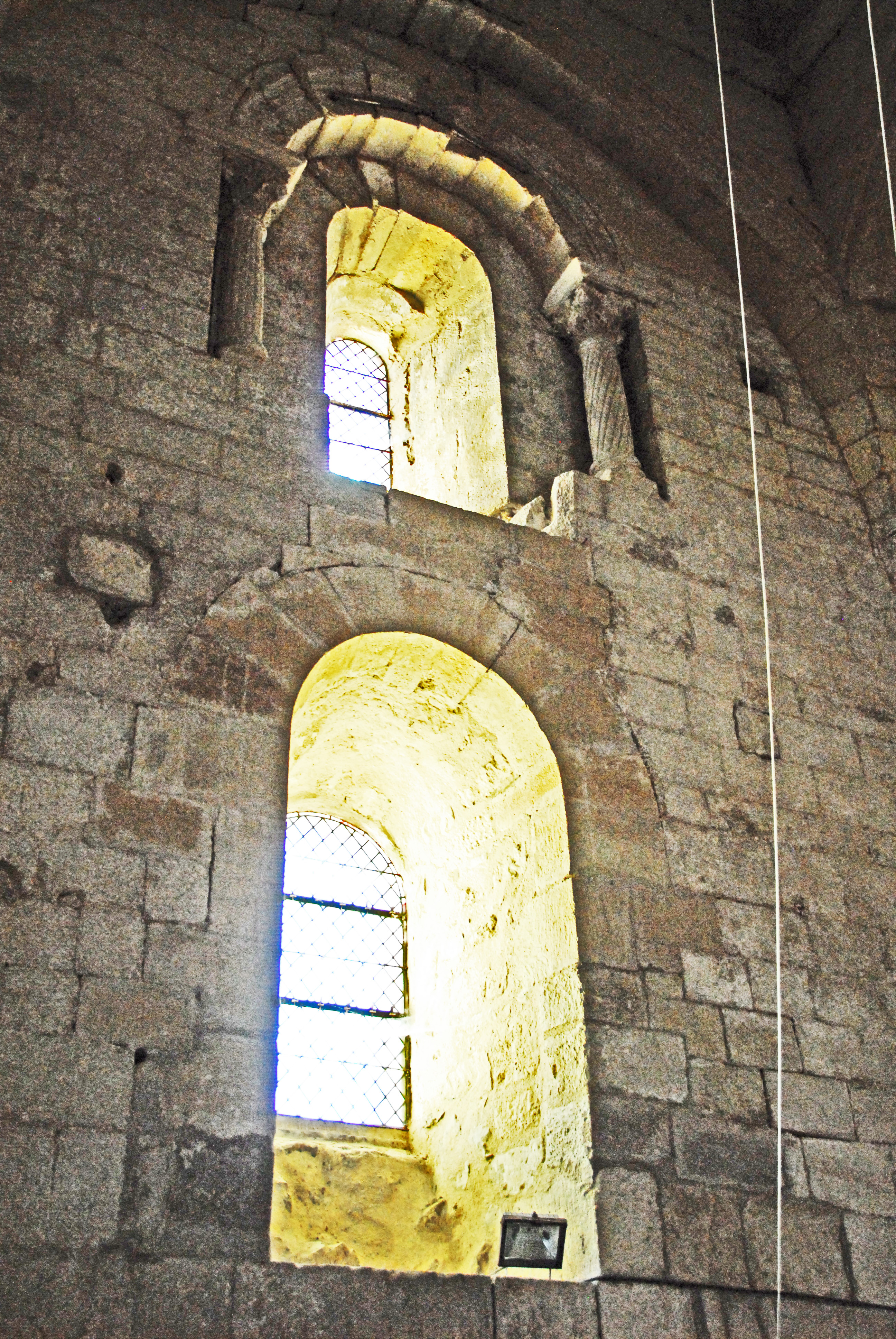
St-Trinit, Fenster im Chorjoch

Das Chorjoch öffnet sich in die Chorapsis mit einer doppelten, rundbogigen, scharfkantigen Arkade, mit einem kräftigen umlaufenden Wandrückversatz. Die Keilsteine der äußeren Bogens berühren gerade die Kapitelle unter den angespitzten Blendarkadenbögen. So entsteht etwa wie beim Triumphbogen ein sichelförmiges Bogenfeld und zwar oberflächenbündig mit dem äußeren Arkadenbogen. Die Bogenansätze sind auf den Laibungen der Arkaden durch Kämpferprofile markiert. Die innere Arkade besteht aus rechteckigen Wandpfeilern und entsprechendem Bogen. Dahinter beginnt die Chorapsis mit dem Grundriss in Form eines halben Zehnecks, die von einer Kalotte in Form einer halben Kuppel überdeckt wird, mit dem Grundriss eines Halbkreises, auf der Höhe der Kämpferprofile der Eingangsarkade. Die Kalotte ruht auf einer gering auftragenden Arkatur aus fünf schmalen halbrunden Blendbögen, die auf vier scharfkantigen Pilastern stehen die bis zum Boden reichen und zwar genau axial vor den Kanten des halben Zehnecks. Die beiden äußeren Bögen stoßen gegen die innere Eingangsarkade. Die Pilaster werden jeweils von einem leicht vortretenden pflanzlich skulptierten Kapitell bekrönt.

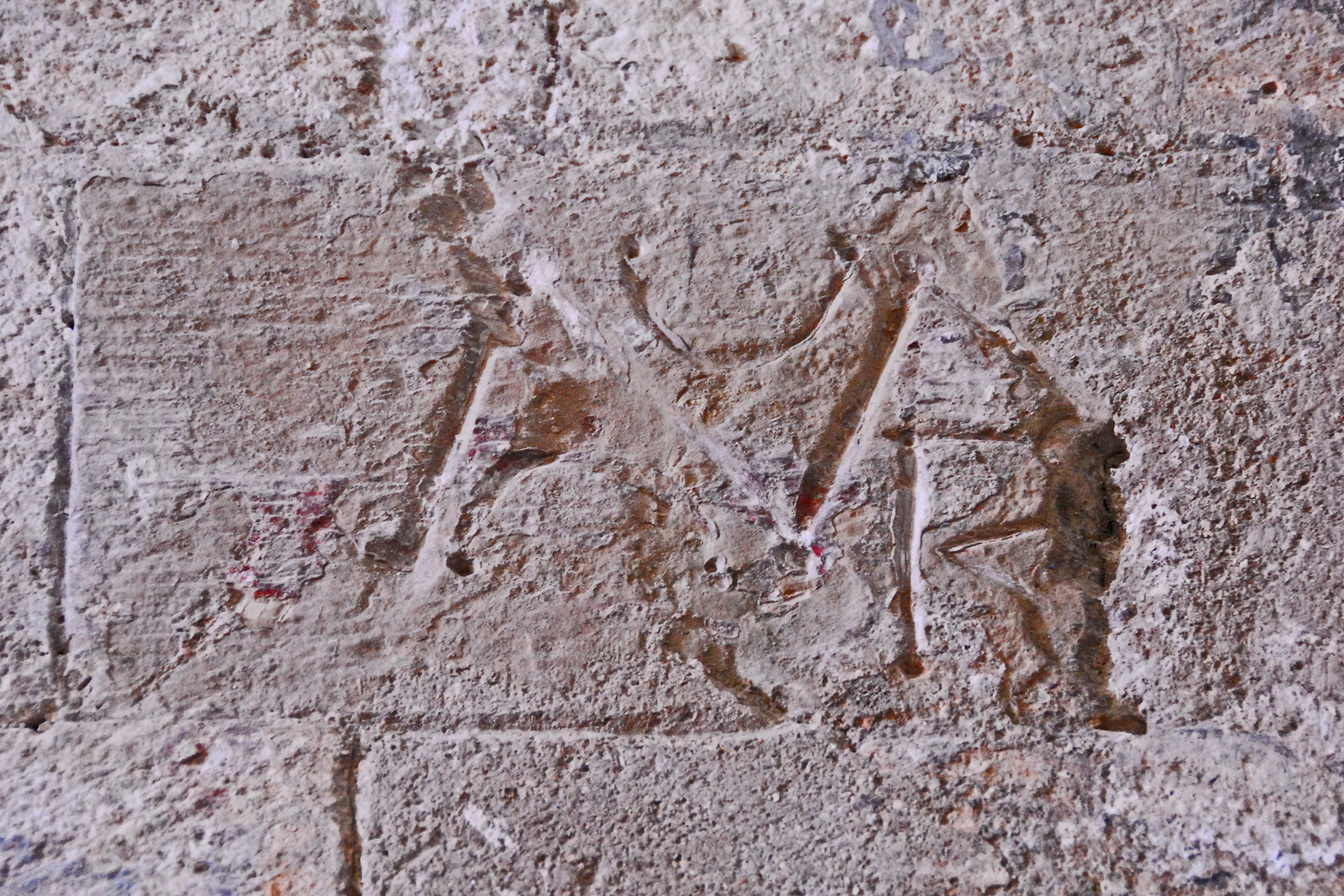
St-Trinit, Werkstein mit Monogramm

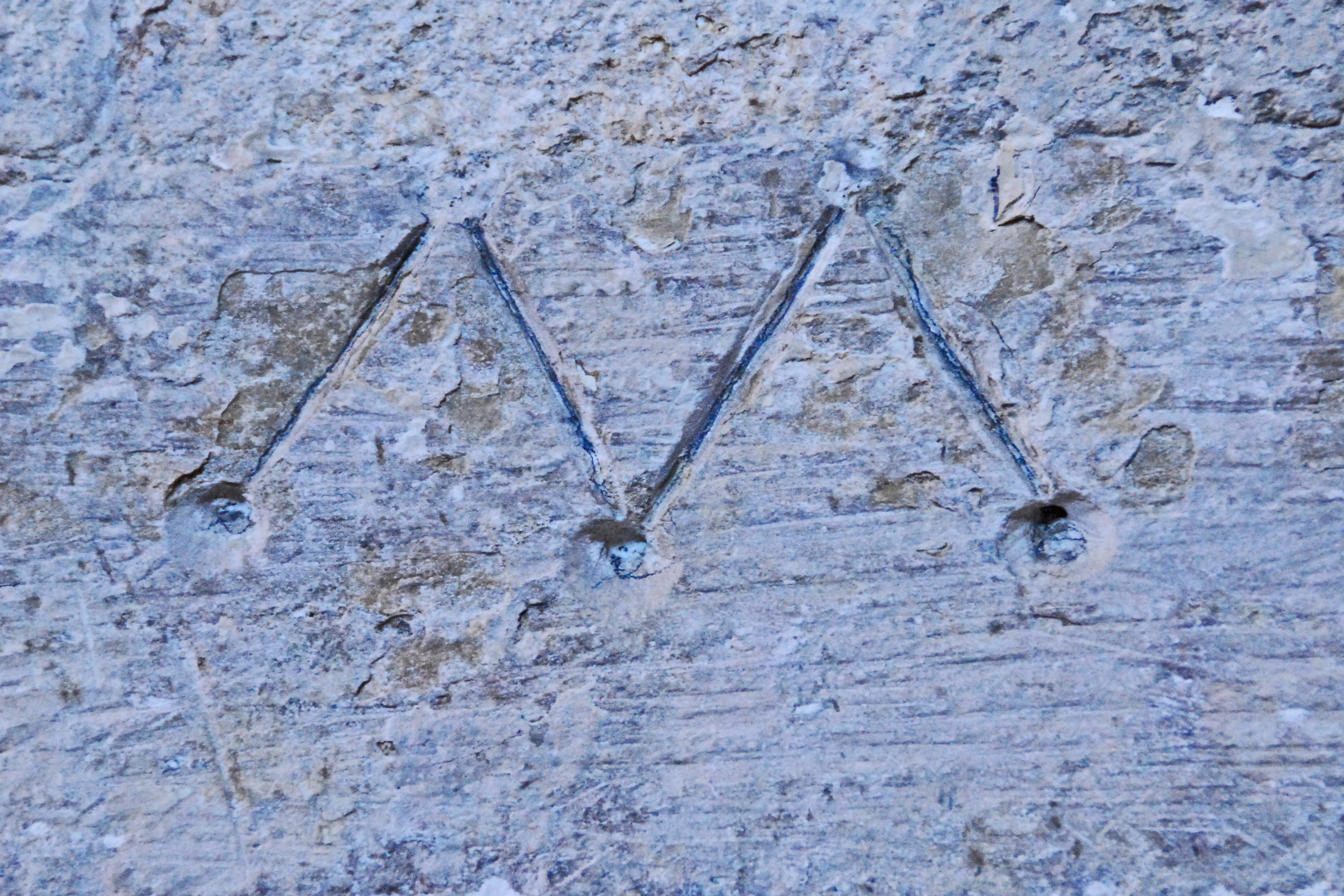
St-Trinit, Steinmetzsignatur

Die Chorapsis, gleichzeitig Altarraum, wird erhellt von einem schlanken rundbogigen Fenster, das sich in der zentralen Arkade öffnet, dessen Gewände nach innen aufgeweitet ist, mit einer steil abgeschrägten Fensterbank. Die inneren Gedwändekanten der Fensteröffnung füllt fast die obere Hälfte der Arkade.
Bei der Kirche St-Trinit beeindruckt nicht zuletzt die Perfektion ihres Mauerwerks. Außen wie innen besteht sie aus mittelformatigem, fein gefugten Quaderwerk aus Werksteinen. Lediglich die Partien des 17. bis 19. Jahrhunderts und die inneren Wandflächen innerhalb der Blendarkaden sind aus grob behauenen Steinen und nicht so sorgfältig gemauert. Sowohl für die glatten Mauern, wie auch für die Skulpturen hat man das gleiche Material benutzt, einen weichen Kalkstein aus der Gegend. Dadurch sieht das Bauwerk sehr einheitlich aus. Hier und da erscheinen Scharrierungen und im Innern einige Steinmetzzeichen: auf den Nordpfeilern des Schiffs ein „P“und ein „V“; auf dem Nordpfeiler des Triumphbogens und außen an der östlichen Laibung des Portals in das Chorjoch ein „A“; auf der Südwand des Chorjochs ein „P“ und über dem Portal ein grob gehauener Wolf oder Fuchs; auf der Nordmauer des gleichen Jochs auf einem Sandsteinblock ein „M“; schließlich in der Chorapsis in der ersten Blendarkade der Nordseite, ebenfalls auf einem Sandsteinblock, die Gravur eines seltsamen Monogramms, die sich nicht sicher deuten lässt, etwa (M…fecit?). Außen an der Chorapsis trägt ein Stein in Höhe des Fundaments in der Achse des Apsisfensters ein flaches lateinisches Kreuz, bei dem es sich um ein Weihekreuz handeln könnte, wenn nicht gar um den bei der Grundsteinlegung geweihten ersten Stein.

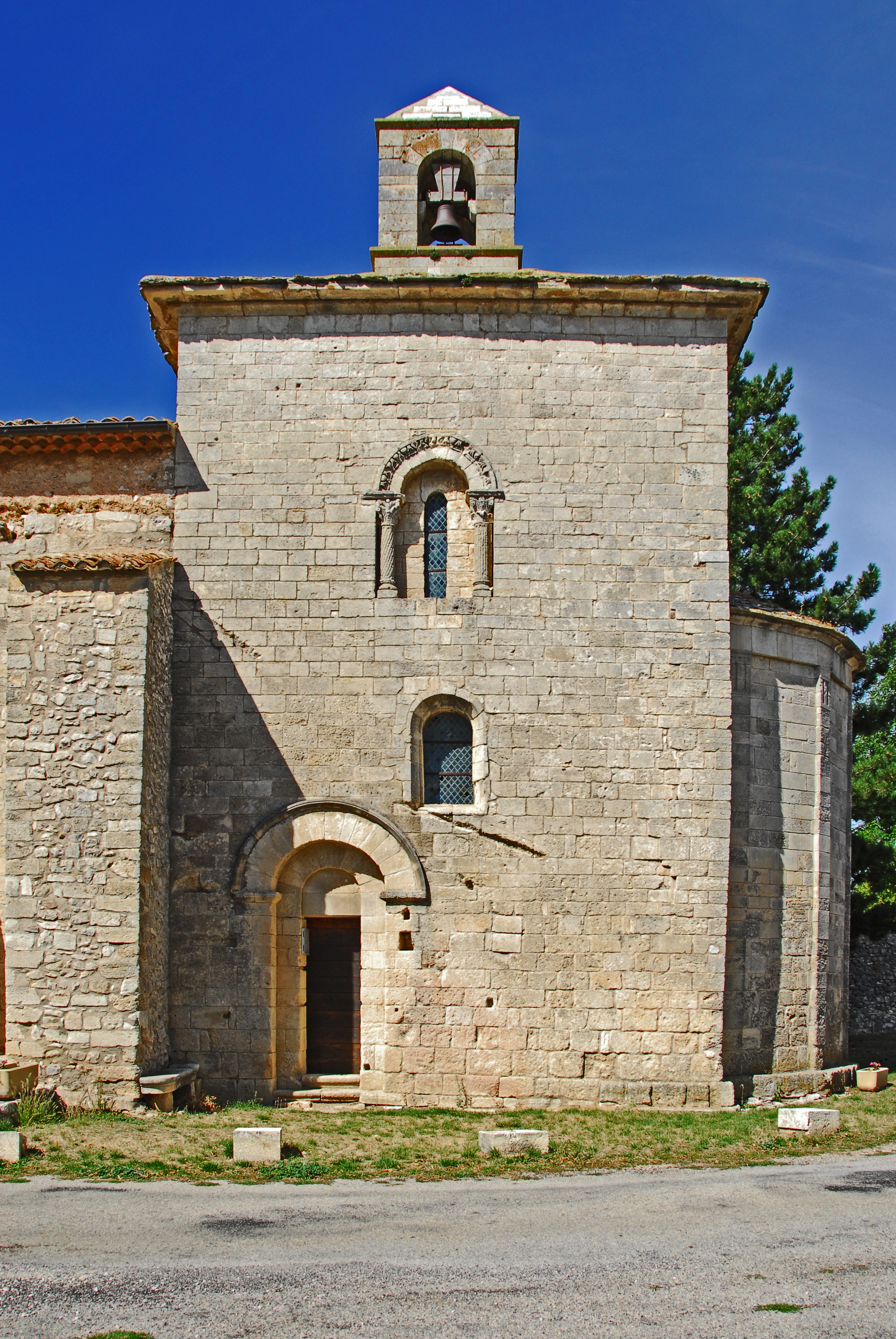
St-Trinit, Chorjoch von Süden

### Äußeres
Der Außenbau besticht besonders durch die Ausgewogenheit seiner Volumina, trotz der jüngeren Anbauten, die das Schiff leider verunstalten.
Ihn beherrscht der große Kubus des Chorjochs, zusammen mit dem Chorjoch der älteste Teil des Gebäudes. Auch wenn sein innere Grundriss quadratisch ist, ist der äußere ein Rechteck, das in Nord-Süd-Richtung um knapp einen Meter breiter ist, als in Ost-West-Richtung. Die Traufhöhe liegt bei etwa dem 1,5-Fachen der Breite der Südwand. Sie liegt damit etwa zwei Meter über derjenigen des heutigen Schiffs, und etwa drei Meter über der des ursprünglichen. Damit erinnert das Chorjoch an einen etwas gedrungenen Turm. Hierin ist immerhin noch das hohe Klostergewölbe untergebracht.
Es wird überdacht von einem Pyramidendach mit etwa 20 Grad Neigung. Das weit ausladende Traufgesims besteht aus einem breiten Profil dessen Sichtkante abgeschrägt und mit einer Hohlkehle dekoriert ist. Darüber kragt ein weiteres etwas schmaleres halbrunde Profil aus. Die Dachflächen sind mit Kalksteinplatten schuppenförmig eingedeckt, wie sie schon der Ursprungsbau kannte. Die untersten Reihen liegen auf dem Rand des Traufgesimses auf und kragen ein wenig darüber aus.
Die Spitze des Dachs wird bekrönt von einem im Grundriss quadratischen Glockentürmchen, dessen Sockel nur kurz aus den Dachflächen herausragt und vermutlich im Innern des Dachs auf der Konstruktion des Klostergewölbes über dem Chorjoch aufsteht. Der Sockel wird von einem einfachen schmalen Kragprofil abgeschlossen. Darauf stehen die vier leicht rechteckigen Wände des Türmchens, die allseitig von je einer rundbogigen Klangarkade durchbrochen sind. In der süd-, öst- und nördlichen Öffnung hängt jeweils eine Glocke, die nach innen und außen schwingt. In der westlichen Arkade fehlt offensichtlich die wohl ehemals vorhandene Glocke. Das Türmchen wird oberseitig von einem einfachen Kragprofil abgeschlossen, auf dem ein steinernes glattes Pyramidendach mit etwa 30 Grad Neigung steht.

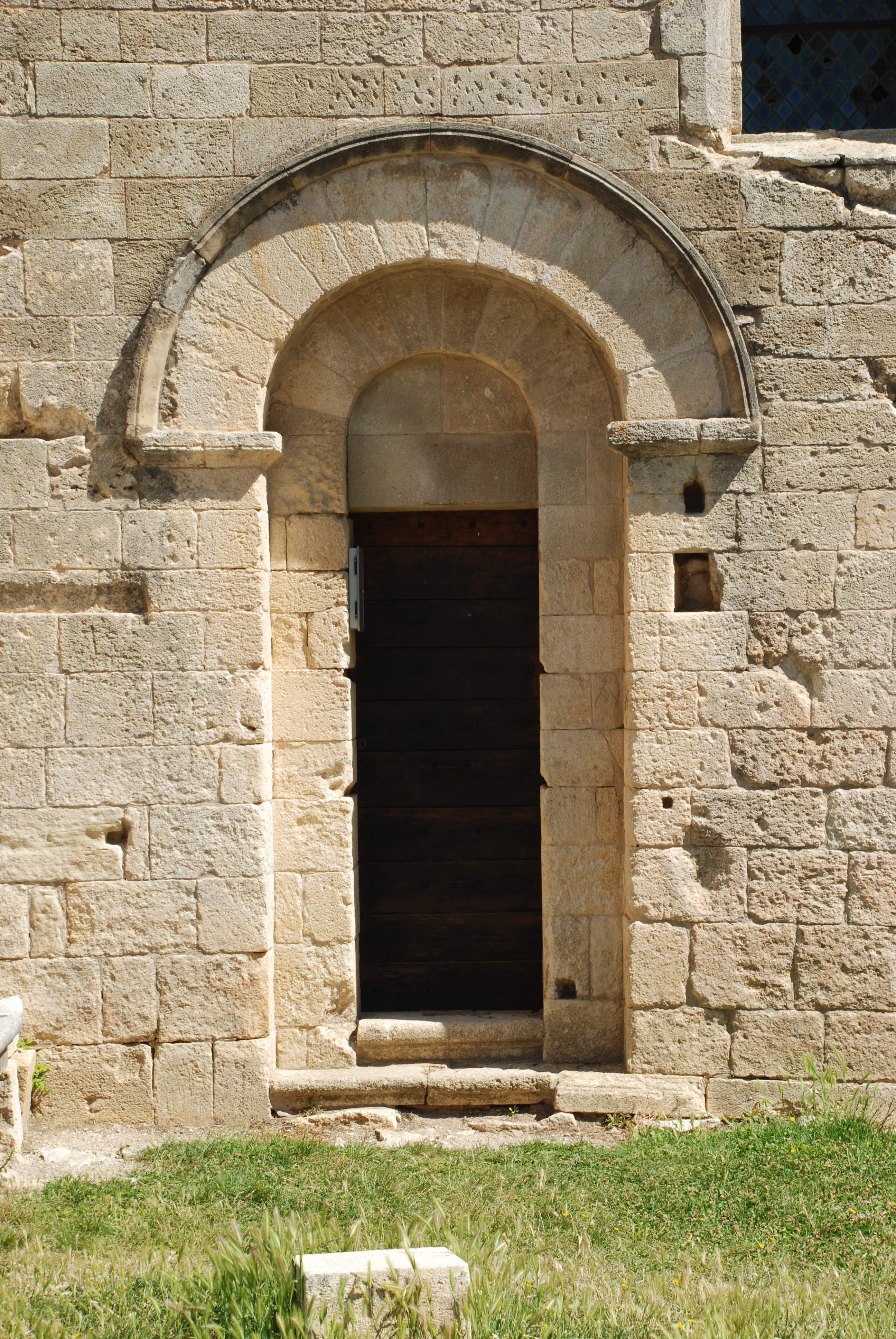
St-Trinit, Portal des Priors

Der massive Baukörper des Chorjochs weist nur auf der Südseite Öffnungen auf, eine Türöffnung und zwei Fensteröffnungen. Gut einen halben Meter neben der Südwestecke befindet sich das Eingangsportal für den Prior und gelegentlich auch für seine geistlichen Brüder. Eine recht breite oberflächenbündige Blendarkade umgibt die schlanke rechteckige Portalöffnung mit einem halbrunden Keilsteinbogen, der auf auskragenden schlichten Kämpferplatten steht, die beidseitig auf Wandenden liegen, die wie auch der Bogen mit kräftigen Rückversätzen abschließen. Die Kämpferplatten werden als Kragprofil außen um den Keilsteinbogen herumgeführt. Den Rückversätzen folgt umseitig ein Streifen Mauerwerk der die eigentliche Laibung der Türöffnung bildet. Oben besteht er aus Keilsteinen. Die Breite des inneren Keilsteinbogens ist etwas geringer als die des äußeren. Dieser und die beiden oberen Steine der senkrechten Laibung umschließen ein leicht zurücktretendes glattes Tympanon.

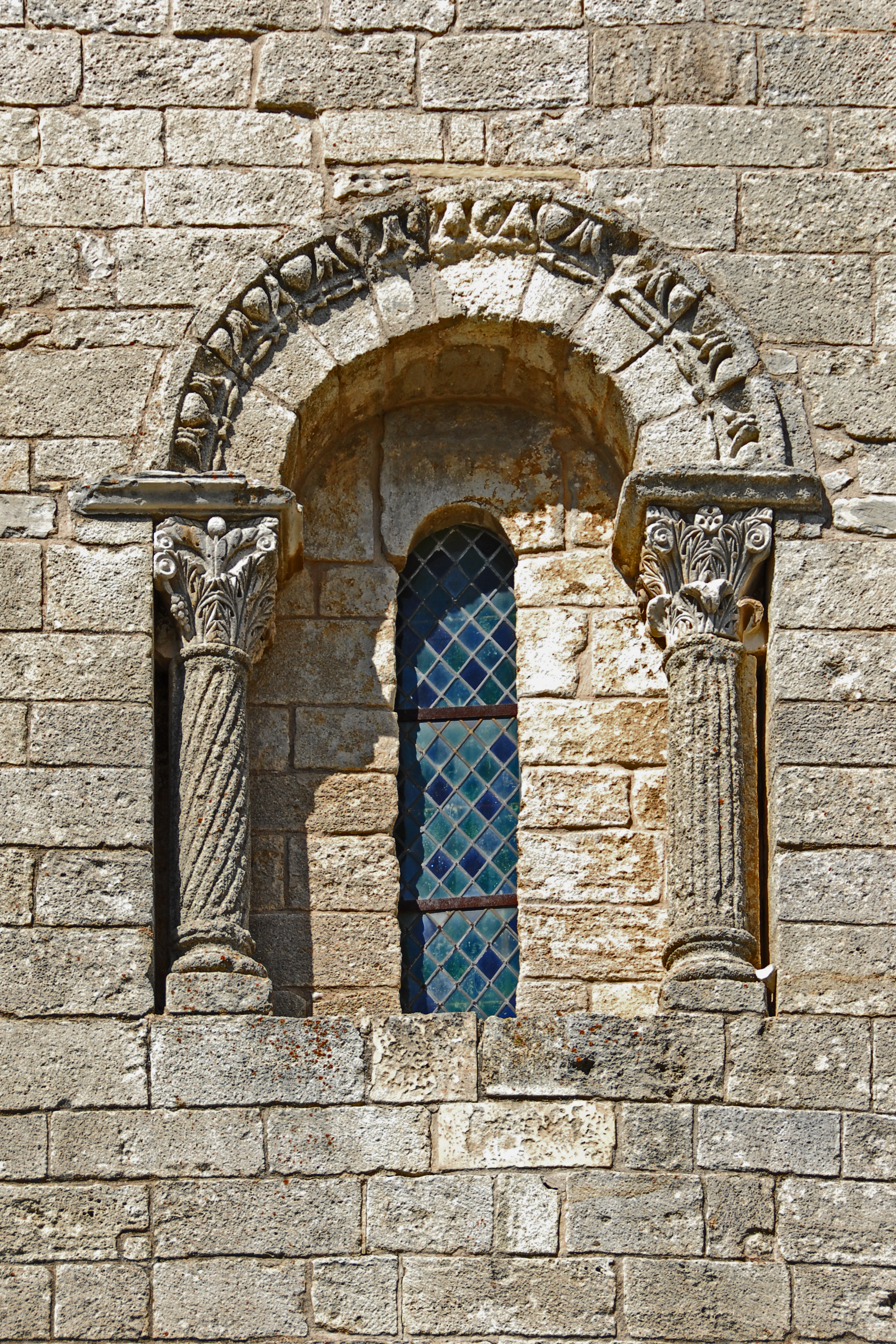
St-Trinit, Fenster, Chorjoch, Südwand

In der Achse der oberen Wandhälfte ist eine fast schlitzartige rundbogige Fensteröffnung ausgespart, die in großzügigem Abstand von einer Blendarkade umschlossen wird, welche nach antikem Vorbild dekoriert ist. Sie besteht aus einem oberflächenbündigen Keilsteinbogen, der auf zwei Säulchen in kräftigen Wandrückversätzen stehen. Der innenseitig scharfkantige Keilsteinbogen wird außenseitig von einem auskragenden Fries umschlossen, das tiefgründig dekoriert ist. Die freistehenden Säulchen bestehen aus kannelierten Schäften, der linke ist spiralförmig gedreht, aus kunstvoll pflanzlich skulptierten Kapitellen mit Kämpferplatten, deren Profile noch kurz auf die Wandflächen geführt sind, und aus mehrfach profilierten Basen auf kantigen Plinthen.
Das zweite rundbogige Fenster ist schlichter dekoriert. Seine Öffnungsfläche ist deutlich größer und geringfügig aus der Achse nach Osten verschoben. Sein Scheitel liegt etwa in halber Wandhöhe. Sein nicht besonders tiefes Gewände ist stark nach außen aufgeweitet und hohlkehlenartig ausgerundet.
In der Wandfläche unmittelbar unter diesem Fenster gibt es einen um etwa 20 Grad schräg verlaufenden Schlitz im Mauerwerk, was darauf hindeutet, dass es hier den Anbau eines Daches gegeben hat, möglicherweise der eines Schutzdaches über dem Eingang oder auch eins der Konventsgebäude.
Die Nordwand des Chorjochs ist gänzlich geschlossen. Ihre Quadersteine weisen starke dunkle Verwitterungsspuren auf.

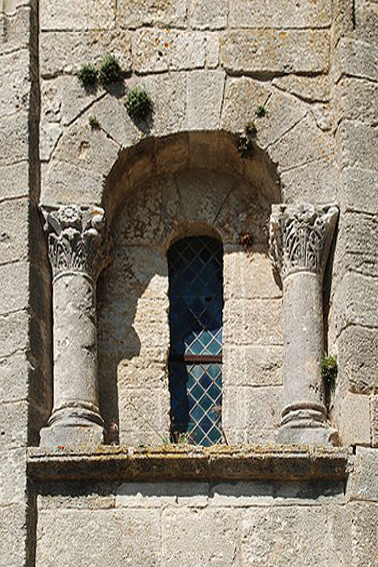
St-Trinit, Fenster Chorapsis

Auf der Ostwand des Chorjochs ist die fünfseitige Chorapsis auf dem Grundriss eines halben Zehnecks angebaut. Auch sie gehört zum ältesten ersten Bauabschnitt der Kirche. Die Breite des Apsis ist gut einen Meter kleiner als die des Chorjochs. Ihre Traufhöhe liegt auf etwa zwei Drittel derjenigen des Jochs. Die vier Ecken der Apsis werden durch deutlich vortretende kahle Pilaster betont, die vom Sockel des Fundaments bis unter die Traufe reichen. Sie sind im oberen Bereich nüchtern mit geometrischen Motiven dekoriert, wie etwa mit Kannelierungen und Zahnschnitten. Das recht weit auskragende Traufgesims besteht aus einem unterseitig abgeschrägten breiten Profil mit einer Hohlkehle in ganzer Breite. Darüber kragt eine Reihe von Steinplatten aus. Unmittelbar unter dem Gesims treten die Zwischenräume der Pilaster zirka 30 Zentimeter hoch vor, so dass sie mit den Pilastern oberflächenbündig abschließen.
Das halbe Kegeldach der Chorapsis mit einer Neigung von zirka 20 Grat, ist mit den gleichen Kalksteinplatten eingedeckt wie das Dach des Chorjochs. Die unterste Reihe der Dachschindeln kragt über dem Traufgesims leicht aus. Auf der Ostwand des Chorjochs sieht man oberhalb des heutigen Dachanschlusses der Apsis eine eingeschnittene Kontur, die darauf hinweist, dass das Dach der Apsis früher einmal eine deutlich steilere Neigung besaß und damit einen anderen Verlauf des Dachanschlusses. Das muss aber nicht bedeuten, dass diese die ursprüngliche war.

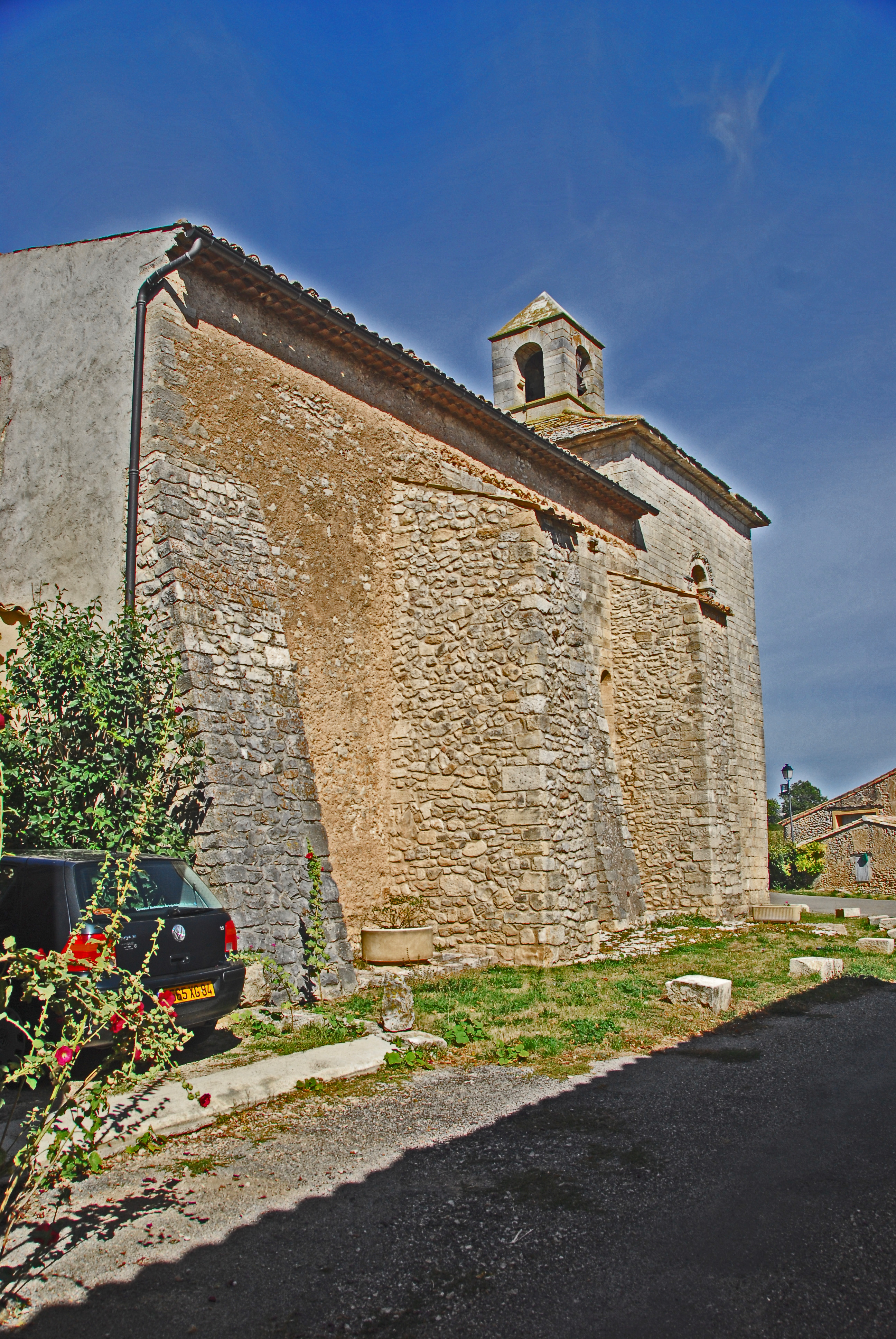
St-Trinit, Schiff, Südwand, von SW

Das heutige Kirchenschiff ist deutlich größer als das ursprüngliche. Seine Südseite lässt die Bauabschnitte erahnen. Das ursprüngliche Schiff wurde erst einige Jahrzehnte nach der Fertigstellung des Chorjochs, aber auch noch im 12. Jahrhundert an dieses angebaut und zwar noch ohne äußere Strebepfeiler. Eine recht breite Trennfuge ist oberhalb des vierten Strebepfeilers zu sehen. Sie deutet auf die längerfristige Unterbrechung der Arbeiten zwischen dem 1. und 2. Bauabschnitt hin. Das romanische Schiff reichte vom deutlich höheren Chorjoch bis etwa zur westlichen Kante des ersten Gurtbogens des Gewölbes. Das Steinmaterial des romanischen Abschnitt unterscheidet sich erheblich von dem des Anbaus des ersten Jochs aus dem 18. oder 19. Jahrhundert.
Auf der Südwand des Jochs 3 markiert ein skulptiertes Kapitell die ursprüngliche Traufhöhe. Unmittelbar darüber sieht man eine Reihe eingemauerter und abgeschlagener Hohlziegel, fast in Länge des romanischen Schiffs. Das könnte der Reste der ehemaligen auskragenden Traufe sein, die nicht selten aus solchen Dachziegeln in mehreren Reihen übereinander geschichtet, jeweils untereinander auskragend, mit reichlich viel Mörtel ausgebildet wurde. Allerdings soll nach einer Quelle das Traufgesims dem der Chorapsis geglichen haben. Dann allerdings sind die eingemauerten Hohlziegel nicht zu erklären. Das Dach des romanischen Schiffs soll ursprünglich mit Kalksteinschindeln wie diejenigen des Chorjochs eingedeckt gewesen sein.
Der zweite und vierte Strebepfeiler des romanischen Schiffs, beide weit ausladend, mit rechteckigem Querschnitt in ganzer Höhe, reichen hinauf bis auf etwa zwei Meter unter die heutige Traufe. Ihre auswärts abgeschrägten Oberseiten sind mit roten Hohlziegeln eingedeckt. Ihre Entstehung fiel zusammen mit der Erneuerung des eingestürzten Tonnengewölbes mit einem angespitzten Tonnengewölbe.
Die Erhöhung der Südwand des romanischen Abschnitt des Schiffs besteht aus dem gleichen Mauerwerk, wie die Wände des ersten Jochs und zwar aus kleinformatigen, grob behauenen Bruch- und Feldsteinen mit einem über den vortretenden Steinen abgezogenen Verputz. Man muss daraus schließen, dass die Aufmauerung ebenfalls im 18. oder 19. Jahrhundert erfolgt ist. Der erste und dritte Strebepfeiler wurden zusammen mit dem ersten Joch des Schiffs hochgeführt. Sie weisen deutlich kleinere Querschnitte und Höhen auf als ihre Nachbarn und ihre Ausladungen verjüngen sich vom Boden beginnend bis zum oberen Ende auf Null auslaufend.
In der Südwand gibt es zwei Öffnungen, die eine ist die des rundbogigen zweiflügeligen Hauptportals mit scharfkantigen Laibungen, kurz neben dem zweiten Strebepfeiler. Die zweite gehört zu dem kleinen rundbogigen Fenster mit aufgeweitetem Gewände, das knapp neben dem vierten Pfeiler ausgespart ist.
Die westliche Giebelwand ist ganzflächig grob verputzt. In ihrer Achse sind zwei übereinander angeordnete Fenster ausgespart. Das obere größere wird von einem flachen Segmentbogen überdeckt. Das untere deutlich kleinere ist nahezu rechteckig. Beide Öffnungen besitzen scharfkantige Laibungen.

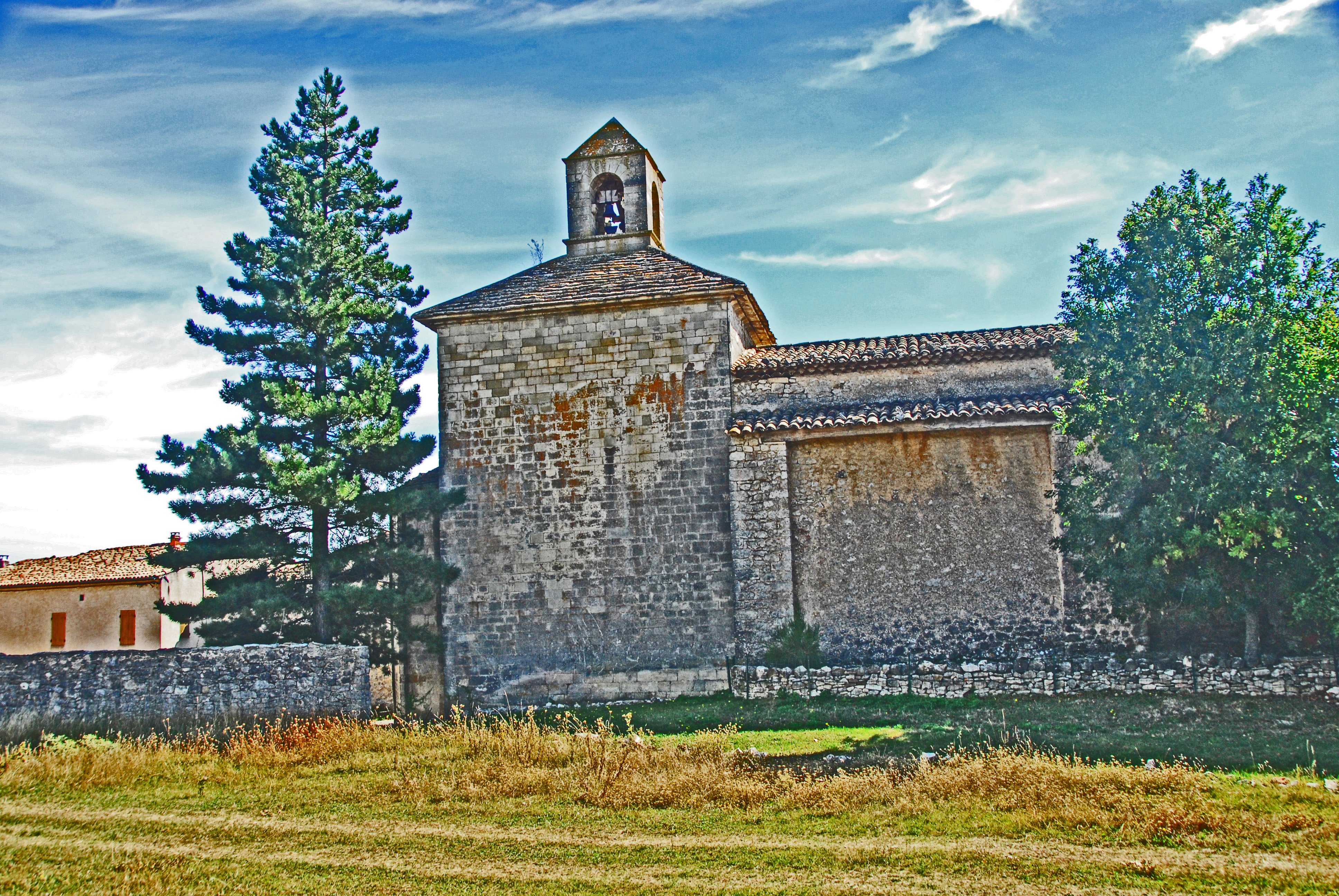
St-Trinit, Nordwand von N

Die Nordwand des Schiffes ist wieder gänzlich geschlossen. Das kleinformatige Bruch- und Feldsteinmauerwerk zeigt auch hier kräftige dunkle Verwitterungsspuren. Die Verstärkung der Nordwand des romanischen Abschnitts mit einem über die ganze Länge durchgehenden Strebepfeiler, zuzüglich etwa einem halben Meter entstand ebenfalls mit der Erneuerung des eingestürzten Gewölbes. Damit verdoppelte sich die Dicke der Nordwand. An beiden Enden der Verstärkungswand treten nochmals Wandpfeiler ein Stück vor. Die Höhe des Verstärkung entspricht in etwa der Höhe der ursprünglichen Nordwand des romanischen Schiffs. Die auswärts abgeschrägte Oberseite wird in Tiefe der größten Ausladung mit roten Hohlziegeln eingedeckt. Darüber ragt noch knapp einen halben Meter die nachträglich aufgemauerte Wand des Schiffs auf, die derjenigen auf der Südwand entspricht. Auf der Nordwand des ersten Jochs steht noch einmal der gleiche Strebepfeiler, wie auf der gegenüberliegenden Seite des Schiffs.
Das ganze Schiff ist heute mit einem flach geneigten Satteldach überdeckt, das mit roten Hohlziegeln in römischem Format, auch Mönch-Nonnen-Ziegel genannt, eingedeckt ist. Auf der Nordseite kragt die untere Ziegelreihe nur geringfügig aus und das Regenwasser tropft frei ab. Auf der Südseite gibt es einen Traufüberstand von knapp einem halben Meter, der unterseitig von zwei Reihen auskragender umgedrehter Hohlziegel im Mörtelbett verdeckt wird. Das Regenwasser wird hier zum Schutz des Mauerwerks in einer halbrunden Regenrinne aus Kupferblech aufgefangen und kontrolliert abgeleitet.

## Dekor
Der recht nüchterne Baudekor von St-Trinit, schlicht und gediegen, ist wohl auch den geringen Mitteln, die dem Priorat zur Verfügung standen, zu verdanken. Dennoch brachte das glückliche Lösungen. Heute beschränkt sich der bescheidene Schmuck nur noch auf den Chor, aus dem Chorhaupt und dem Chorjoch. Säulen auf Basen mit doppelter Hohlkehle flankieren die Fenster, die auf der Ostseite besitzen glatte Schäfte, die auf der Südseite einen mit vertikalen und einen mit spiralförmig gedrehten Kannelierungen. Alle tragen kleine korinthische Kapitelle mit schönen Akanthusblättern, die sich um Rosetten gruppieren, bei denen Steinbohrerlöcher die Schatten betonen.
Die hohen Pilaster der Chorapsis tragen flach skulptierte Kapitelle, die im Allgemeinen beim korinthischen Kapitell der Romanik den unteren und oberen Abschnitt einnehmen. Offensichtlich benutzte der Bildhauer Vorlagen klassischer korinthischer Kapitelle und ließ dabei das Mittelregister aus Platzgründen aus.
Im Chorjoch haben nur zwei der vier angespitzten Bögen der Blendarkaden auf der Nord- und Ostseite einen Schmuck aus einem antikisierenden Fries. Man erkennt hier, dass dieser Schmuck auf den heller beleuchteten Seiten angeordnet wurde. Hier wird die absichtliche Sparsamkeit deutlich. Die Bögen ruhen auf plastisch geschmückten Konsolen. Die nordöstliche zeigt einen Atlanten, eine kleine zusammengekauerte Person mit dickem Kopf und gebeugten Knien. Sie trägt mit den Armen und dem Kopf die Last des Gewölbes. Die nordwestliche ist ein stark verwitterter Adler mit ausgebreiteten Schwingen. Im Südosten sieht man den Vorderkörper eines Stiers und im Südwesten – im dunkelsten Abschnitt – reicht ein schlichter Kragstein zum Tragen der Last. Zweifellos sollen das die Evangelistensymbole sein, von denen der Löwe des Markus fehlt.

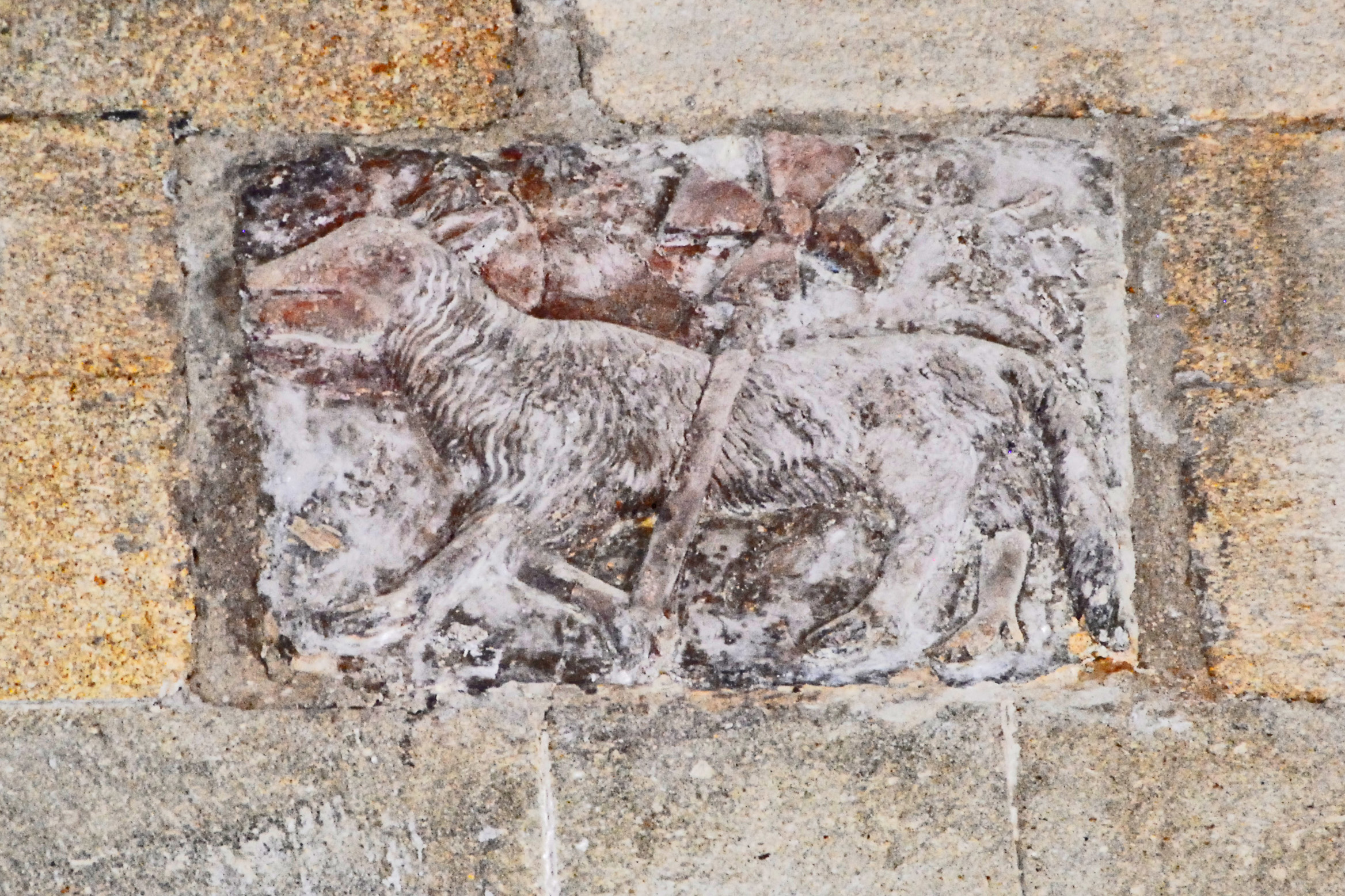
St-Trinit, Schiff, Chorjoch Agnus Dei

Das sichelförmigen Bogenfeld über der Eingangsarkaden zum Altarraum, ist sicher ein Ehrenplatz für das rechteckige Marmormedaillon, mit dem in der Hochprovence beliebten Motiv des Agnus Dei, das mit seiner rechten Vorderpfote einen Stab mit einem Kreuz über den Rücken hält, welches an das Tatzenkreuz der Templer erinnert. Sein Haupt ist mit einem Nimbus hinterlegt. Leider ist es zu hoch angebracht, um es ohne optische Hilfe gut sehen zu können.
Weitere skulptierte Steine verteilen sich an verschiedenen Orten des Bauwerks, so etwa in der Chorapsis, wo eine nur flüchtig skizzierte Zeichnung einer umgekehrten Palmette zu sehen ist, oder an der Nordwand des Schiffs, wo ein Bogenkämpfer und ein kleiner Schmuckfries zu finden ist, in einer Technik, deren Wirkung von Steinbohrerlöchern betont wird.

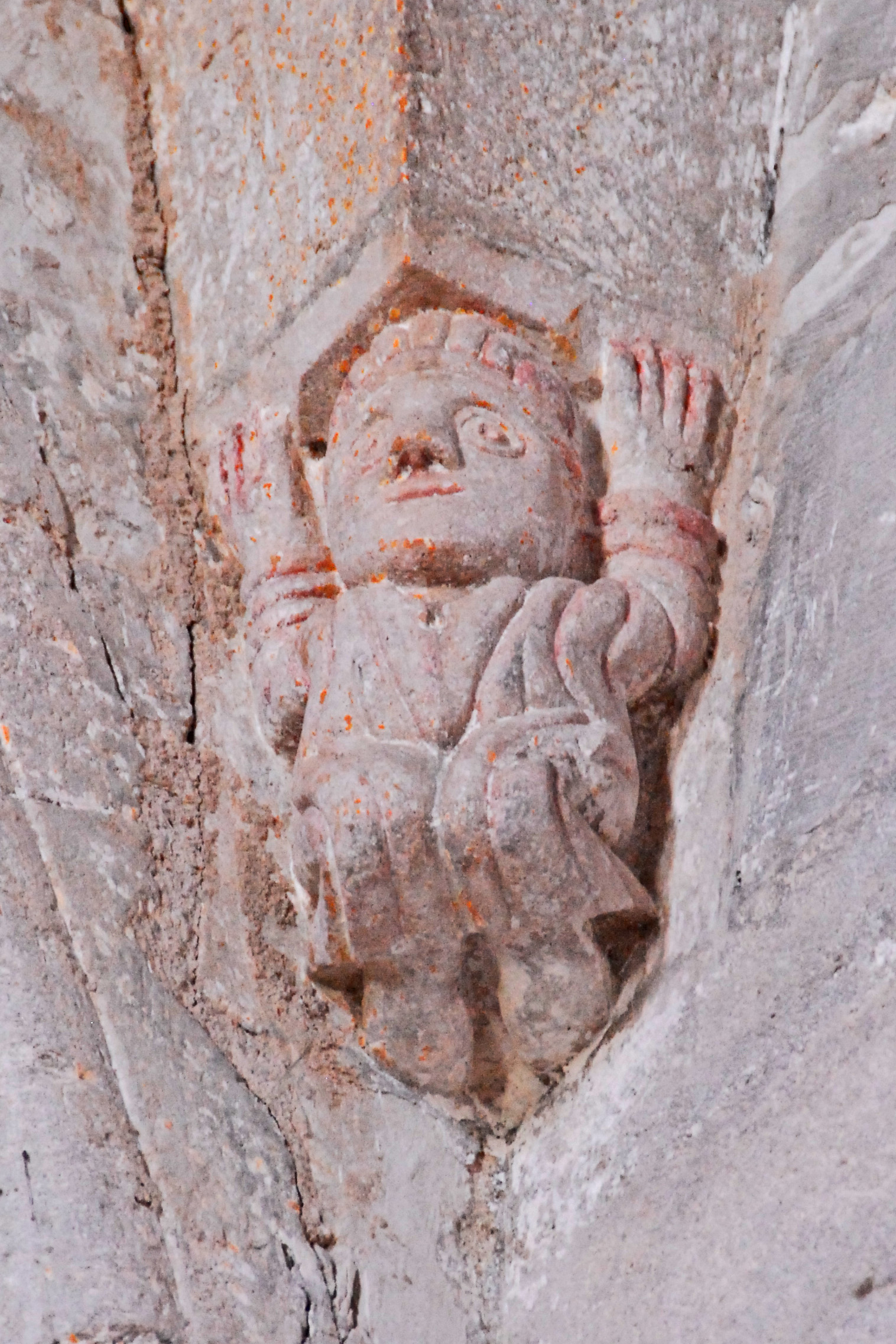
St-Trinit, Chorjoch, Gewölbekapitell, Atlant
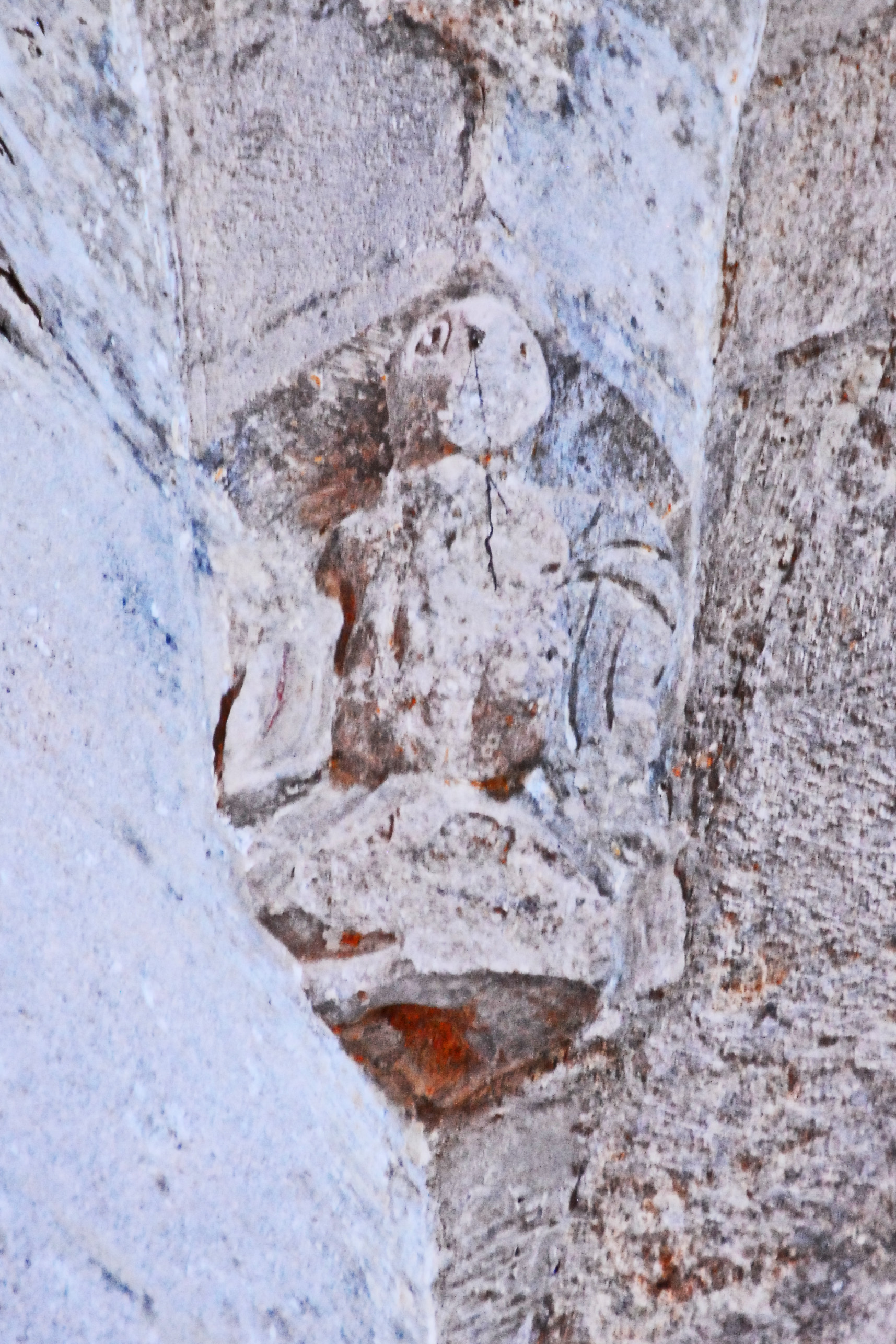
St-Trinit, Chorjoch, Gewölbekapitell, Adler
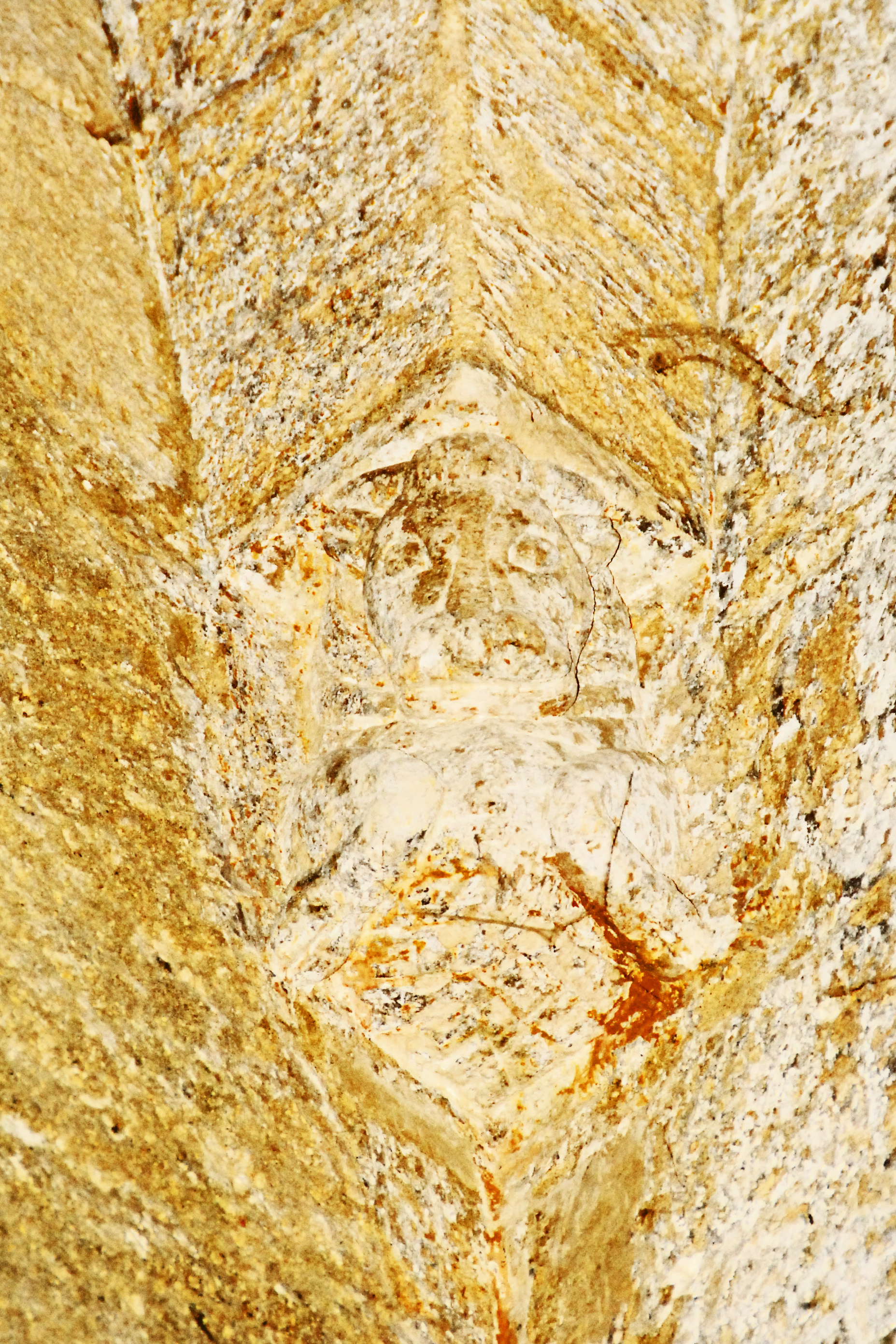
St-Trinit, Chorjoch, Gewölbekapitell, Stier
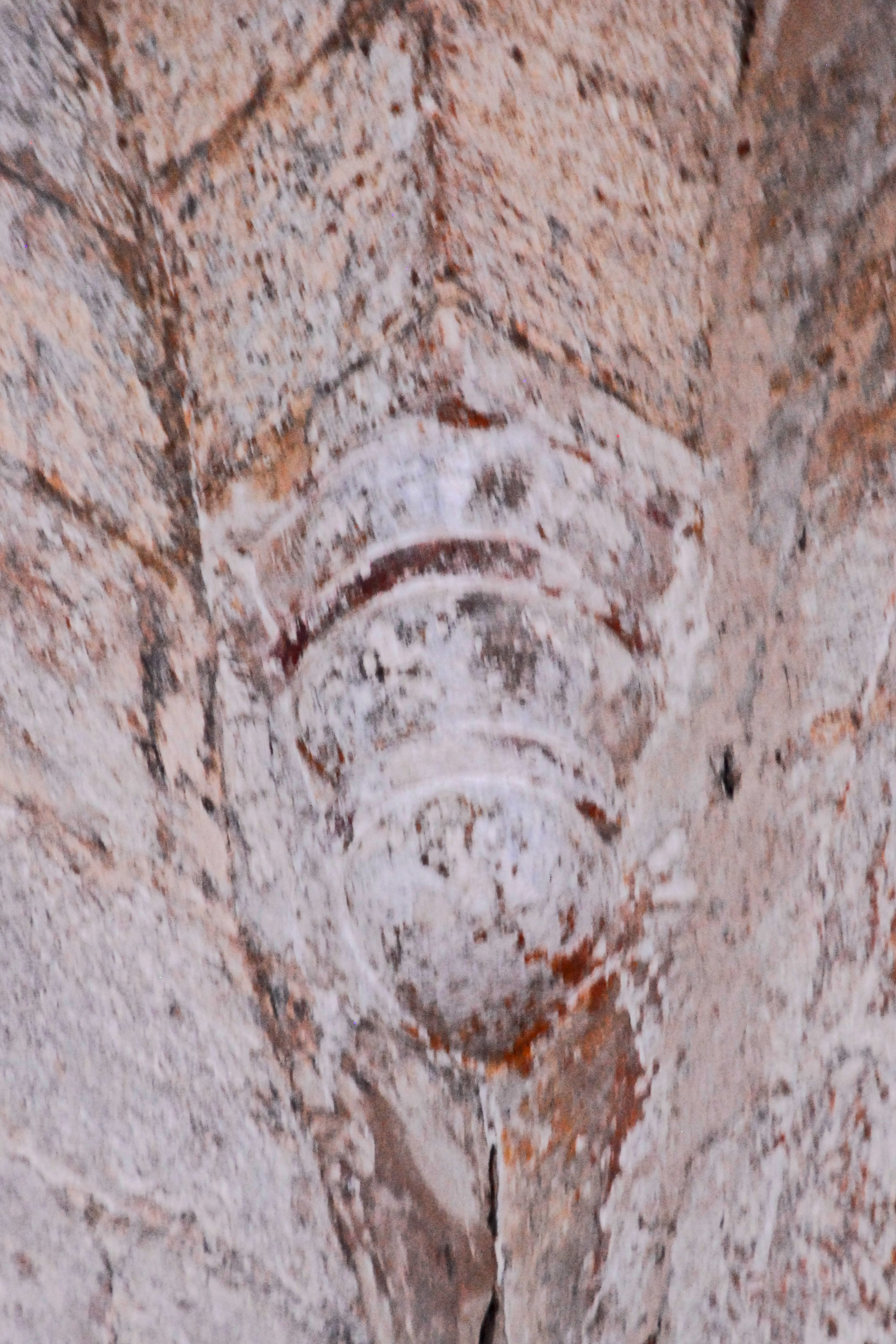
St-Trinit, Chorjoch, Gewölbekapitell, Kragstein

## Vergleiche und Datierungen
Die Kirche St-Trinit gehört zu einer Reihe von kaum bekannten aber dennoch charakteristischer Bauten der Hoch-Provence. Bei diesen ländlichen Kirchen von meist bescheidenem Ausmaß und Ausstattung, ist zwischen einem dreijochigen Schiff und einer halbrunden Apsis – außen mit oder ohne abgeflachte Ecken – ein dominierendes Chorjoch eingeschoben, eine Art falsches Querschiffquadrat. Es trägt eine Kuppel oder wie hier ein Klostergewölbe und darüber ein kleines Glockentürmchen mit vier Schallluken und einem Pyramidendach, ähnlich denen von Sénanque, St-Marcel im Ardèche und in der Region von Bagnols-sur-Cèse, St-Pierre-de-Castres, St-Martin-de-Jussan, St-Étienne in Sorts, St-Pierre in Vénéjean. Den Grundriss besitzen Notre-Dame du Groseau in Malaucène, St-Gens in Beaucet, St-Michel-de-Provence, Carluc imCéreste, Noves, Aurel in der Drôme und andere, alles Bauwerke aus der Mitte des 12. Jahrhunderts. Bei manchen noch schlichteren Bauwerken – so St-Pantaléon bei Gordes und St-Sixe in Aubignan – überwölbt dieses Joch einfach eine Quertonne. Bei all diesen Beispielen, inklusive St-Trinit, ragt das Mauermassiv des Chorjochs weit höher hinauf als Schiff und Chorapsis. Es sind alle Verkleinerungen des klassischen Plans der romanischen Kathedralen des unteren Rhonetals, der Bauten mit einem Schiff, ohne Querschiff, bei denen das der Apsis vorgelagerte Chorjoch eine Kuppel überwölbt, die im Allgemeinen ein Glockenturm oder ein durchbrochenes Kuppeltürmchen bekrönt.
In ländlichen Prioraten entwickelte sich dieser Gebäudeteil zusammen mit den klösterlichen Gebräuchen. Zwischen dem eigentlichen Altarraum, in dem der Priester den Gottesdienst feierte und dem Kirchenschiff für die Laien, wohnten die Mönche in diesem Chorjoch dem Gottesdienst bei. Das war allerdings bei einem Priorat aus einer einzigen Person, dem Prior, eher selten möglich.
Das von mächtigen Mauern umgebene Chorjoch von St-Trinit wird von einem in der Provence kaum gebräuchliches Klostergewölbe überdeckt, was jedenfalls seltener vorkommt als die halbkugelförmige Kuppel. Sie können eher mit den Kuppeln mit abgeflachten Ecken auf Trompen des mittleren Rhonetals verglichen werden, etwa mit denen von St-Michel de La Garde-Adhémar, St-Marcel-lès-Sauzet, Mélas und von Donzère. Trotzdem wandte man diese fortschrittliche Bauweise bei der Kirche St-Blaise, in Arles Mitte des 12. Jahrhunderts und in St-Croix von Montmajour einige Jahrzehnte später an. Der Grundriss dieser sehenswerten Kapelle zeigt nur die „barocke“ Weiterentwicklung des oben beschriebenen Grundrisstyps durch zwei weitere Apsiden auf den Seiten des Chorjochs, die von einem Turm überragt werden.
Auch der Baudekor gleicht anderen Bauten aus der Mitte des 12. Jahrhunderts. Die Pilaster in der Chorapsis erinnern an das Chorhaupt von St-Symphorien in Caumont. Bei ihren kleinen kahlen Pilastern und Blendarkaturen, die das Apsisinnere dekorieren handelt es sich um eine Anlage, die man aus der zweiten Hälfte des 11. Jahrhunderts in St-Saturnin in Apt findet und dann vom Anfang des 12. Jahrhunderts in St-Thyrse in Robion bei Castellane (bei den beiden gibt es allerdings keine Frieskapitelle), gegen Mitte des 12. Jahrhunderts in St-Blaise de Bauzon, in Bollène und ein wenig später in der Kapelle Notre-Dame du Val des Nymphes im Tricastin, wo die Pilaster die Aufgaben echter Wandpfeiler übernehmen.
Diese verschiedenen Beobachtungen erlauben, das zweite Viertel oder spätestens die Mitte des 12. Jahrhunderts als Bauzeit für den ältesten Teil der Kirche, das Chorjoch mit seiner Apsis, anzunehmen, während das Kirchenschiff in seinem frühesten Zustand erst einige Jahrzehnte später errichtet worden sein dürften.